# Königskerzen
Die Pflanzengattung Königskerzen (Verbascum) gehört zur Familie der Braunwurzgewächse (Scrophulariaceae). Die etwa 300 Arten umfassende Gattung kommt mit einem großen Verbreitungsgebiet in Eurasien vor. Viele der Arten werden als Heilpflanzen verwendet und auch Wollkraut genannt.

## Beschreibung

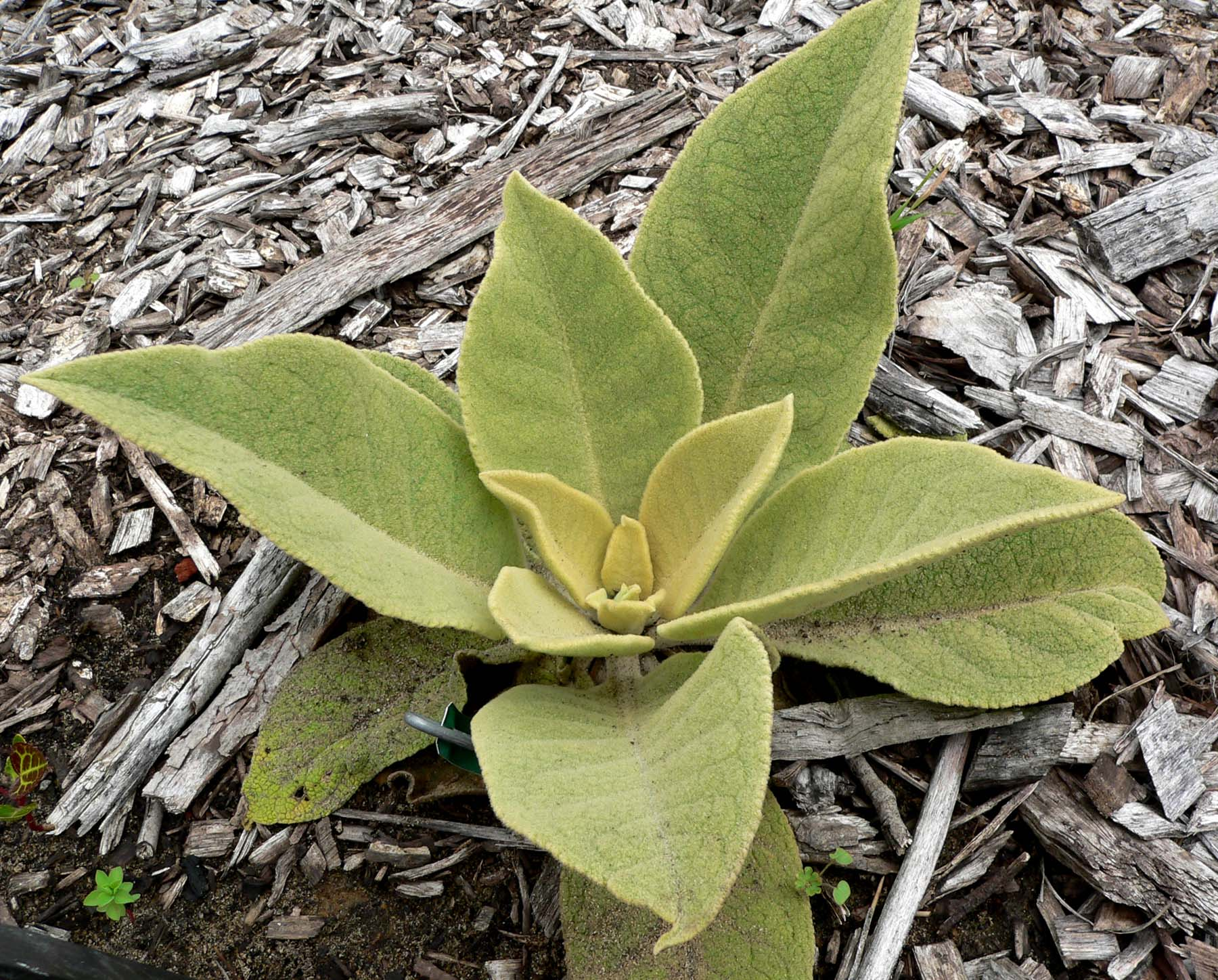
Blattrosette von Verbascum epixanthinum im ersten Jahr

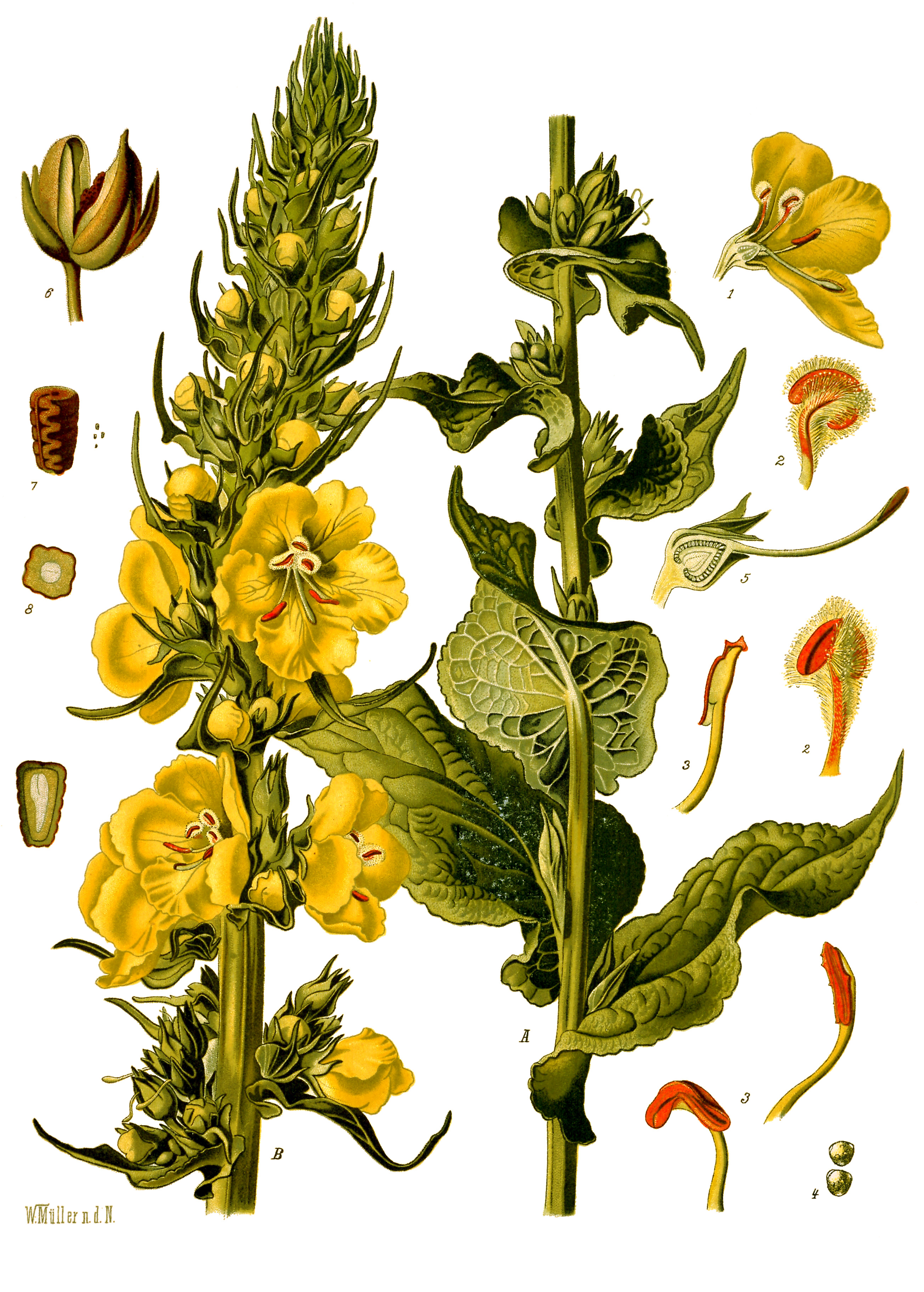
Illustration der Windblumen-Königskerze (Verbascum phlomoides)

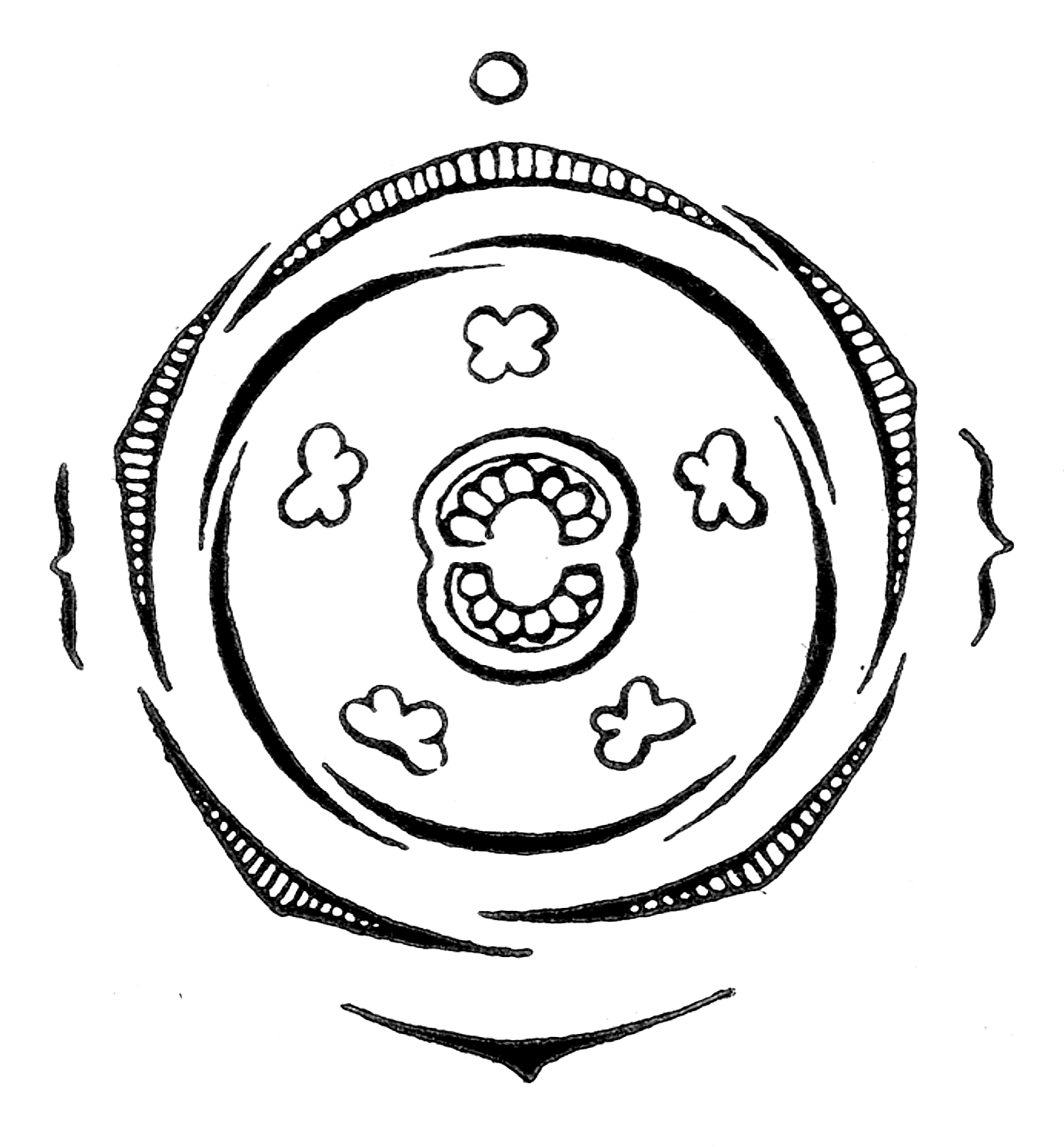
Blütendiagramm

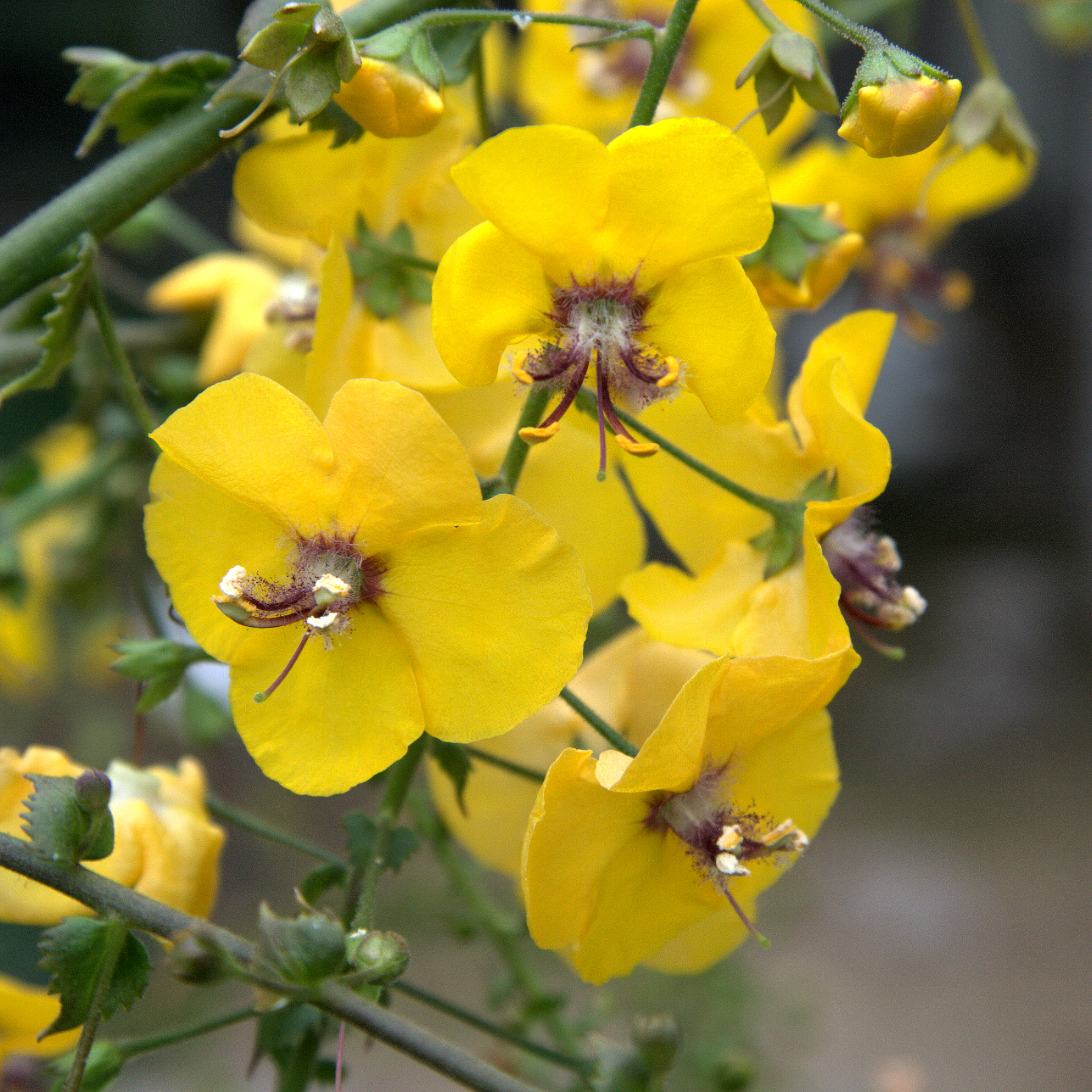
Blüten der Bärenschwanz-Königskerze (Verbascum arcturus)

### Vegetative Merkmale
Verbascum-Arten wachsen als ein-, zwei- oder mehrjährige krautige Pflanzen. Die einfachen Laubblätter stehen in grundständigen Rosetten zusammen und sind wechselständig am Stängel verteilt. Die Blattspreiten sind meist einfach.

### Generative Merkmale
In engständigen, ährigen, rispigen oder traubigen Blütenständen stehen viele Blüten zusammen.
Die zwittrigen Blüten sind leicht zygomorph und fünfzählig mit doppelter Blütenhülle. Es sind fünf Kelchblätter vorhanden. Die Farben der Kronblätter sind meist gelb, selten weiß oder purpurfarben. Die fünf Kronblätter sind nur an ihrer Basis verwachsen und die ausgebreiteten Kronlappen sind ungleich. Es ist nur ein Kreis mit vier oder fünf Staubblättern vorhanden. Die Staubfäden sind meist wollig behaart und die Staubbeutel sind unterschiedlich geformt. Zwei Fruchtblätter sind zu einem oberständigen, zweikammerigen Fruchtknoten verwachsen.
Die septizidale Kapselfrucht enthält viele Samen. Die konisch-zylindrischen Samen sind sechs- bis achtrippig.

## Verwendung
Hippokrates empfiehlt Verbascum für Wundbehandlungen.  Die in der Pflanze enthaltenen Saponine sollen für Fische giftig sein, laut Aristoteles betäubt der in ein Gewässer gestreute Samen die Fische und erleichtert so den Fischfang.
Hildegard von Bingen erwähnt die Königskerze (wohl Verbascum thapsus) als wullena (in Bezug auf die weiche, wollige Beschaffenheit der Blätter, wie gleichbedeutend mittelhochdeutsch wülline von althochdeutsch wullina) als Heilmittel für ein „traurig Herz“.
Das deutsche Bundesgesundheitsamt veröffentlichte 1990 eine (Positiv-)Monographie über Wollblumen-Blüten. Darin wird eine therapeutische Anwendung der getrockneten Blumenkronen von Verbascum densiflorum Bert. und/oder von Verbascum phlomoides L. sowie deren Zubereitungen als reizmildernd und expektorierend bei Katarrhen der Luftwege empfohlen.

## Deutschsprachige Trivialnamen
Wie für viele andere Heilpflanzen sind für die Königskerzen-Arten, in der Antike und bis in die frühe Neuzeit lateinisch candela  (später auch candelaria) genannt, zahlreiche Trivialnamen gebräuchlich: beispielsweise Donner- und Blitzkerze, Himmelsbrand, Kunkel, Unholdskerze, Wetterkerze, Winterblom, Wollblume oder Wollkraut und lateinisch unter anderem Tapsus barbatus.

## Systematik

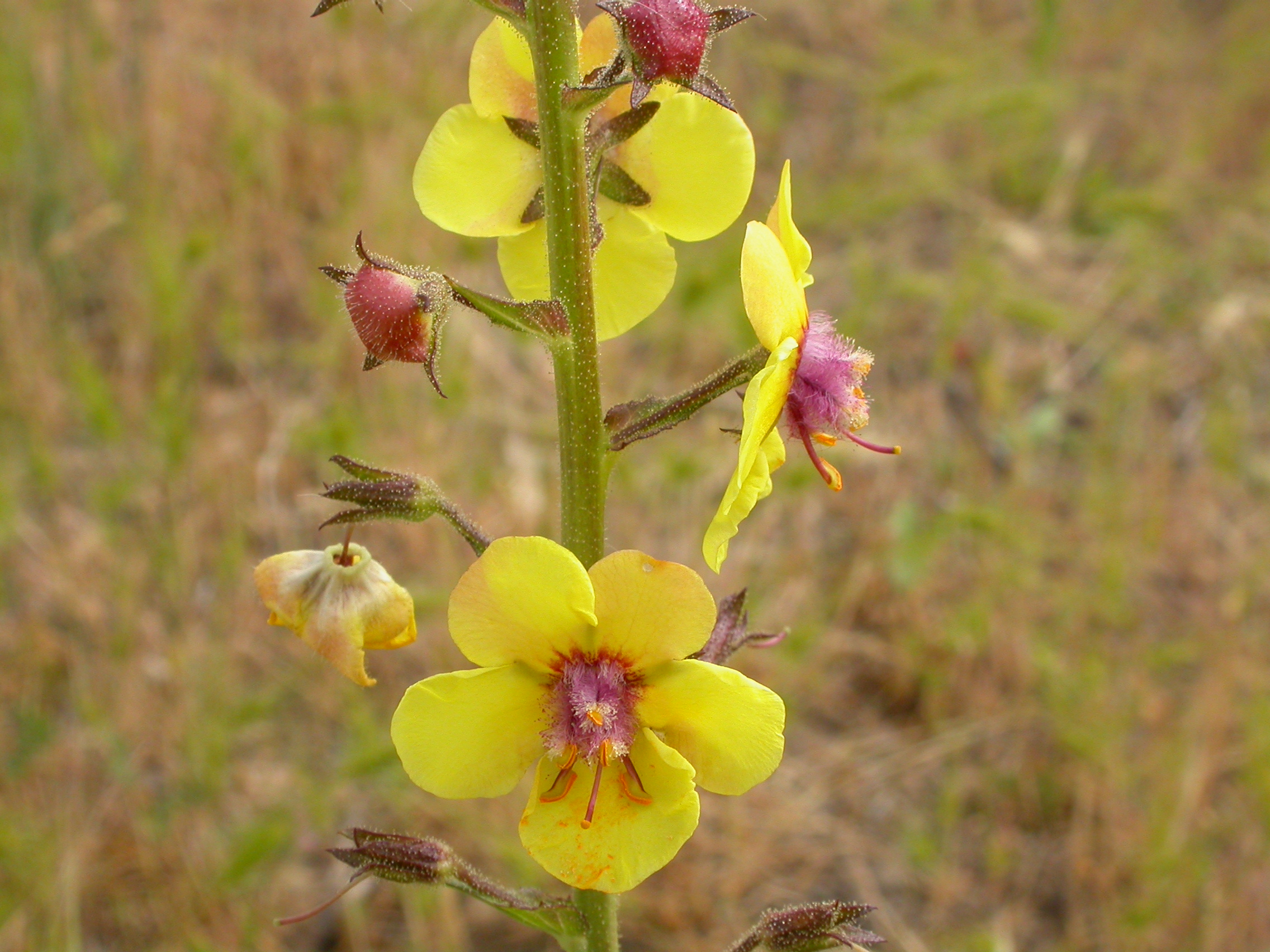
Schaben-Königskerze (Verbascum blattaria)

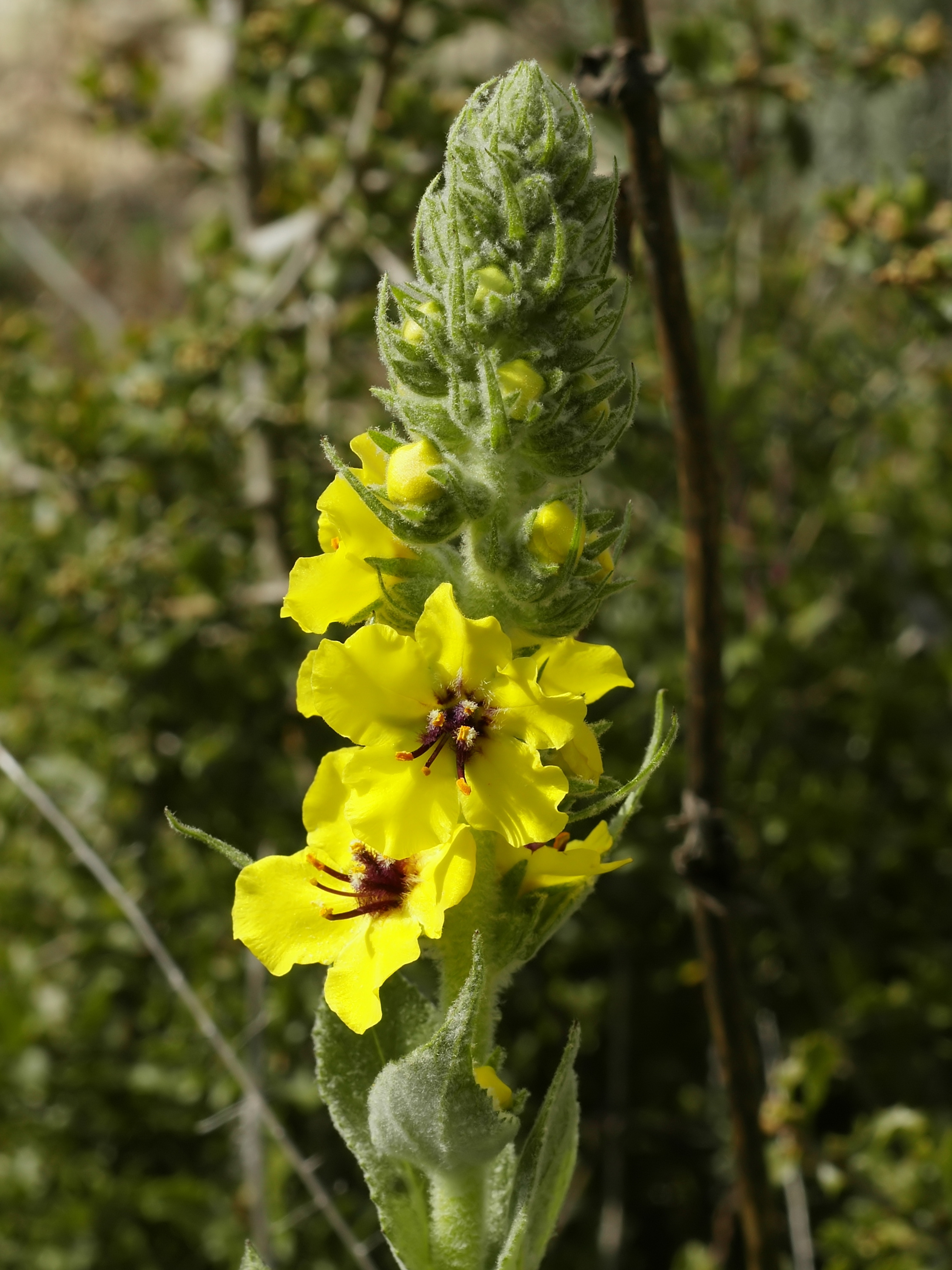
Verbascum boerhavii

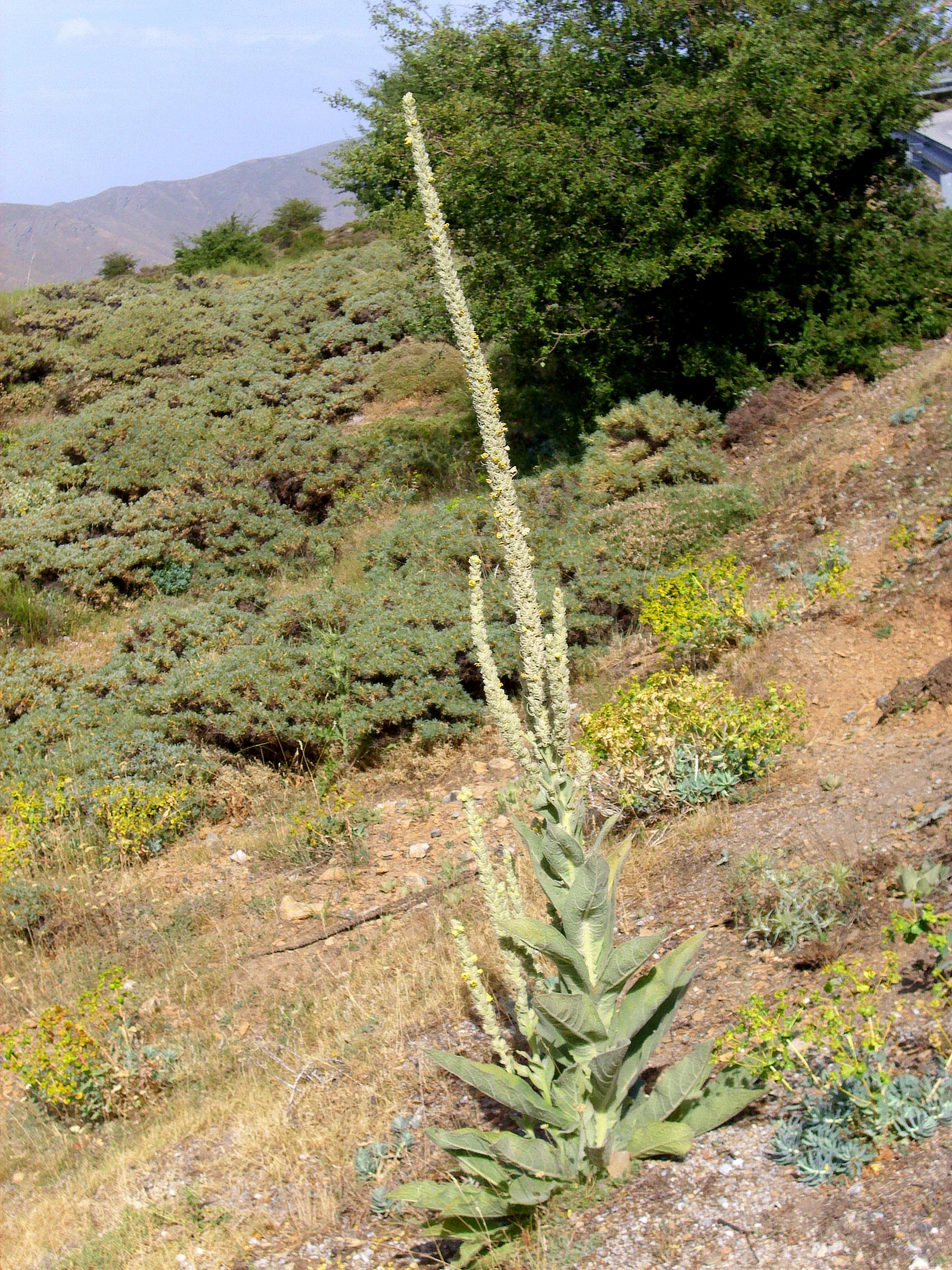
Verbascum giganteum

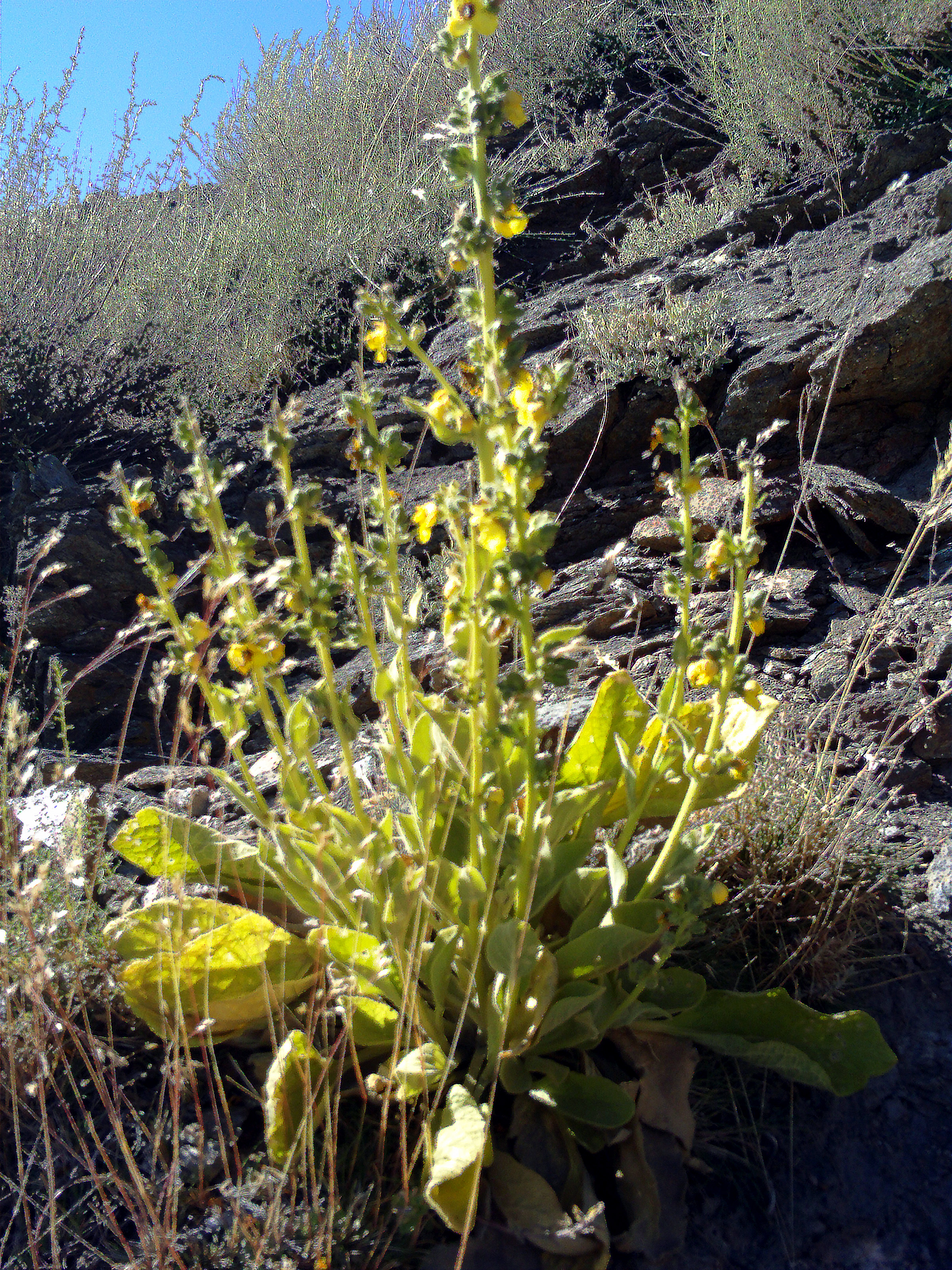
Verbascum nevadense

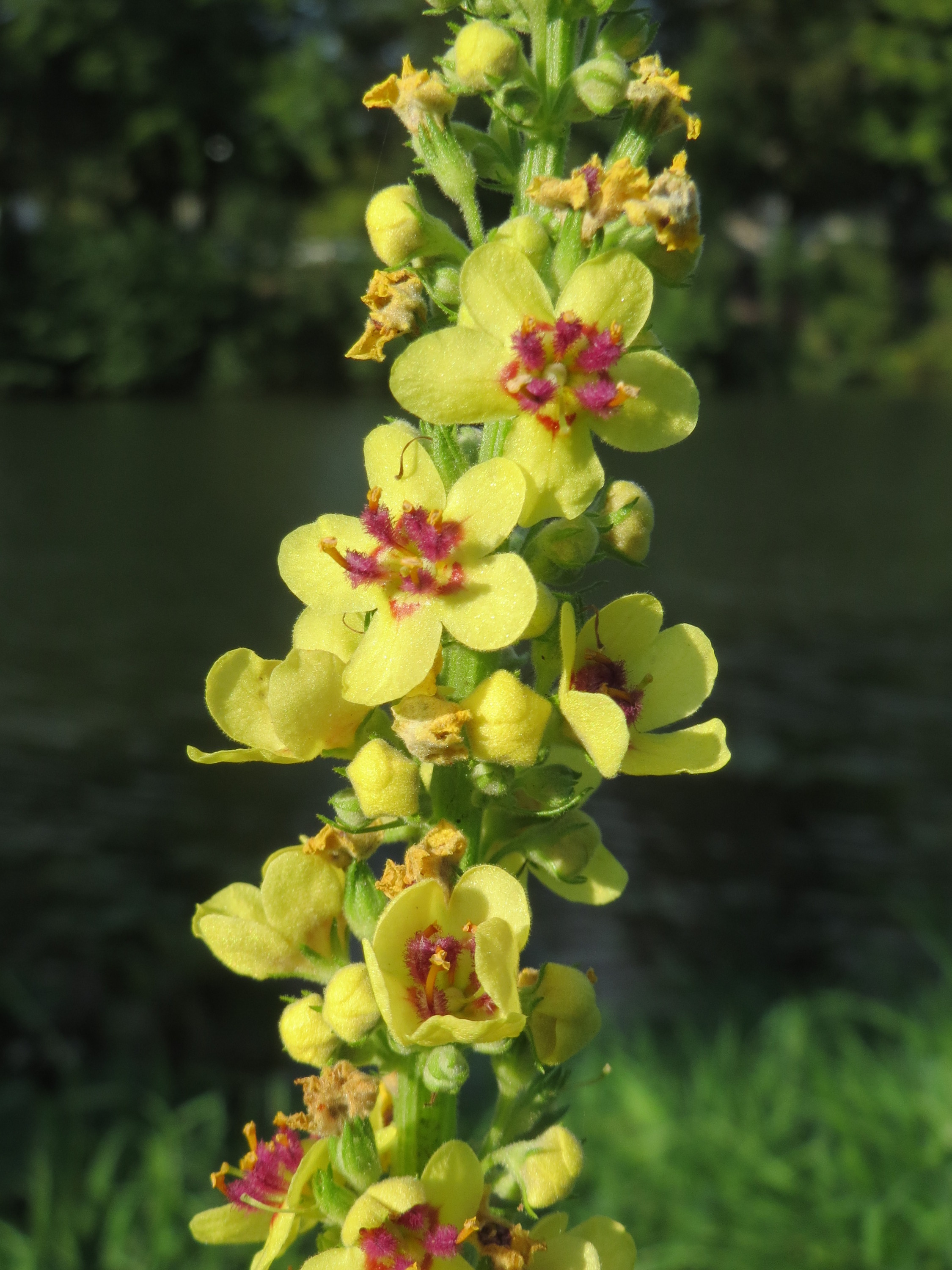
Schwarze Königskerze (Verbascum nigrum)

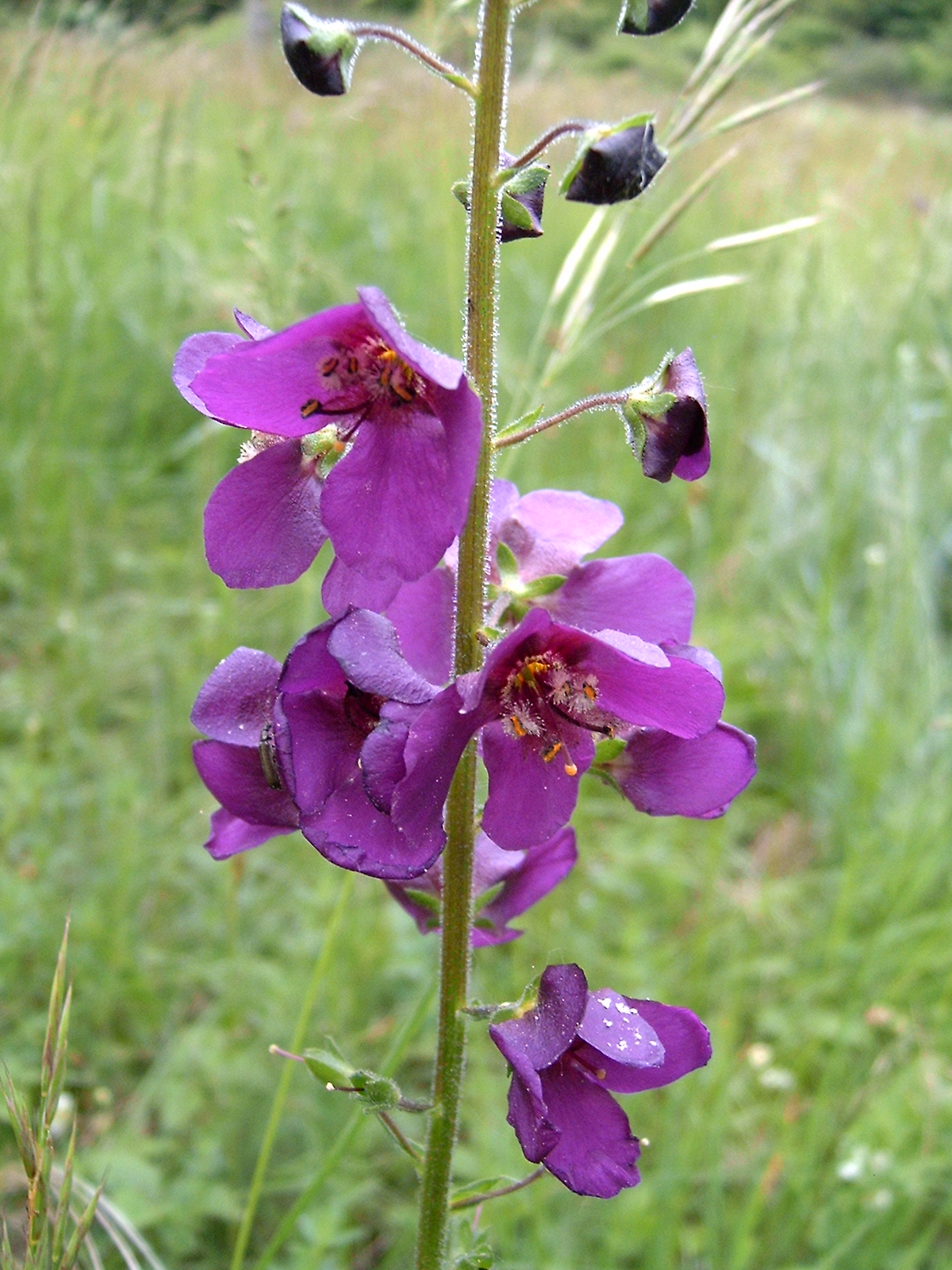
Violette Königskerze (Verbascum phoeniceum)

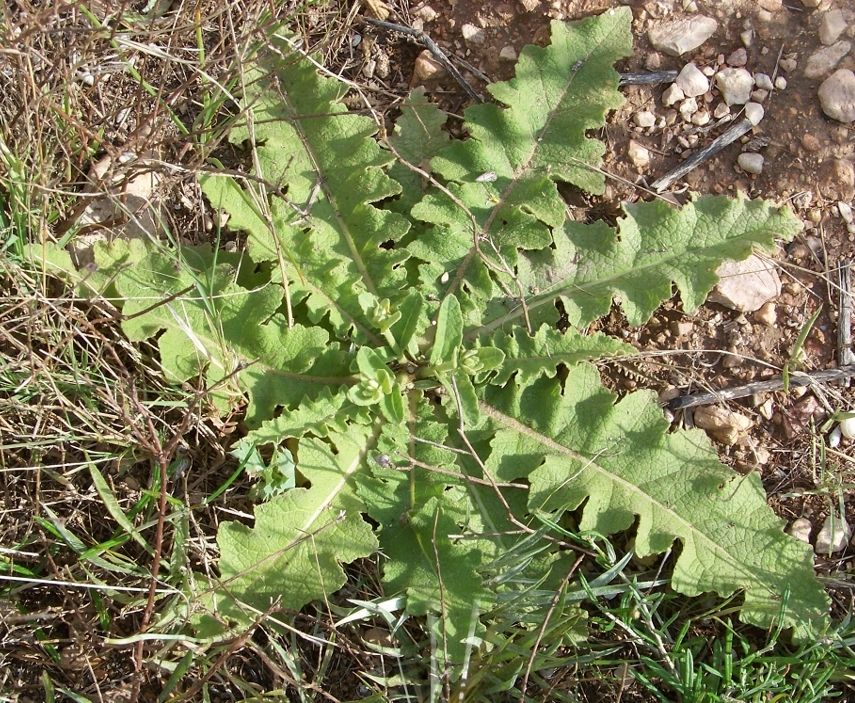
Blattrosette der Buchten-Königskerze (Verbascum sinuatum)

Die Gattung Verbascum wurde 1753 durch Carl von Linné in Species Plantarum 1, S. 177–179 aufgestellt. Typusart ist Verbascum thapsus L. Synonyme für Verbascum L. sind: Celsia L., Rhabdotosperma Hartl, Staurophragma Fisch. & C.A.Mey. Die Gattung Verbascum gehört zur Tribus Scrophularieae innerhalb der Familie Scrophulariaceae.
Es gibt mehr als 300 Verbascum-Arten (Auswahl):
- Verbascum agrimoniifolium (C.Koch) Huber-Morath: Sie kommt in der Türkei, in Armenien und in Palästina vor.[12]
- Woll-Königskerze[1] (Verbascum alpinum Turra), kommt nur in Europa vor
- Bärenschwanz-Königskerze (Verbascum arcturus L.; Syn.: Celsia arcturus (L.) Jacq.), kommt nur auf Kreta vor
- Verbascum barnadesii Vahl (Syn.: Celsia barnadesii (Vahl) G.Don f.): Sie kommt auf der Iberischen Halbinsel vor.[12]
- Schaben-Königskerze, Schabenkraut[1] (Verbascum blattaria L.): Sie ist in Eurasien sowie in Nordwestafrika verbreitet und ist in Nordamerika, Australien, Neuseeland, Japan, Afghanistan und Indien ein Neophyt.
- Verbascum boerhavii L.: Die Heimat ist Marokko, Spanien, die Balearen, Frankreich, Korsika und Italien.[12]
- Seidenhaar-Königskerze (Verbascum bombyciferum Boiss.): Sie besitzt eine dichte weiße Behaarung und kommt in der westlichen Türkei natürlich vor. Sie ist in Großbritannien eingebürgert.
- Verbascum brevipedicellatum (Engl.) Huber-Mor.: Die Heimat ist Ostafrika.
- Verbascum calycosum Hausskn. ex Murb.: Die Heimat ist die Türkei.[12]
- Chaix-Königskerze i. w. S., Österreich-Königskerze i. w. S. (Verbascum chaixii Vill. s. lat.): Sie kommt in Europa vor in Süd-, Mittel-, Südost- und Osteuropa. Mit den Unterarten:
  - Eigentliche Österreich-Königskerze[1] (Verbascum chaixii subsp. austriacum Hayek)
  - Eigentliche Chaix-Königskerze[1] (Verbascum chaixii subsp. chaixii)
  - Verbascum chaixii subsp. orientale Hayek
- Verbascum chinense (L.) Santapau: Sie kommt in Afghanistan, Kambodscha, Indien, Kaschmir, Laos, Pakistan, Sri Lanka, Thailand und in China vor.[3]
- Verbascum creticum (L.) Cav. (Syn.: Celsia cretica L.), kommt in Europa und Nordafrika vor und ist in Australien und Neuseeland eingebürgert.
- Verbascum daenzeri (Fauché & Chaub.) O.Kuntze (Syn.: Celsia daenzeri Fauché & Chaub.): Dieser Endemit kommt nur im südlichen Griechenland vor.
- Großblütige Königskerze, Großblüten-Königskerze[1] (Verbascum densiflorum Bertol.; Syn.: Verbascum thapsiforme Schrad.): Sie kommt in Europa und Nordafrika vor und ist in den USA ein Neophyt.
- Verbascum drymophiloides Gritsenko: Die Heimat ist Armenien.[12]
- Verbascum epixanthinum Boiss. & Heldr.: Die Heimat ist Griechenland[10]
- Verbascum freynii (Sint.) Murb.: Sie kommt in der Türkei vor.[12]
- Verbascum gadarense Post: Sie kommt in Jordanien vor.[12]
- Verbascum giganteum Willk.: Die Heimat ist Spanien.[12]
- Verbascum graecum Boiss.: Sie kommt in Albanien, im früheren Jugoslawien, in Griechenland und im europäischen Teil der Türkei vor.[12]
- Verbascum humile Janka: Sie kommt in Bulgarien, Griechenland und im europäischen Teil der Türkei vor.[12]
- Verbascum ikaricum Murb.: Sie kommt in der Ägäis vor.[12]
- Verbascum insulare Boiss. & Heldr.: Sie kommt in der Türkei vor.[12]
- Verbascum krauseanum Murb.: Sie kommt in der Türkei vor.[12]
- Verbascum laxum Filar. & Jáv.: Die Heimat ist der Kaukasusraum.
- Verbascum linearilobum (Boiss.) Hub.-Mor.: Sie kommt in der Türkei vor.[12]
- Mehlige Königskerze, Heidefackel-Königskerze[1] (Verbascum lychnitis L.), kommt in Europa und Marokko vor
- Verbascum macrurum ist auf Kreta beheimatet
- Verbascum megricum (Tzvelev) Huber-Morath: Die Heimat ist Armenien.[12]
- Verbascum nevadense Boiss.: Die Heimat ist Spanien.[12]
- Schwarze Königskerze, Dunkel-Königskerze[1] (Verbascum nigrum L.): Sie ist in Eurasien verbreitet.
- Verbascum nudicaule (Wydler) Takht.: Die Heimat sind Armenien und die Türkei.[12]
- Verbascum olympicum Boiss.: Sie besitzt verzweigte Blütenstände und kommt Griechenland sowie in der Türkei vor.
- Verbascum oreophilum C.Koch: Die Heimat sind Türkei, Armenien, der Irak, der Libanon und der Iran.[10]
- Verbascum orientale (L.) All. (Syn.: Celsia orientalis L.): Sie ist in Süd- sowie Osteuropa und in Vorderasien verbreitet.[12]
- Verbascum ×patris Bordz.
- Windblumen-Königskerze[1] (Verbascum phlomoides L.): Sie ist in Europa sowie Vorderasien verbreitet und ist in Nordamerika sowie Ecuador ein Neophyt.
- Violette Königskerze, Purpur-Königskerze[1] (Verbascum phoeniceum L.): Sie in Eurasien verbreitet.
- Flockige Königskerze, Flocken-Königskerze[1] (Verbascum pulverulentum Thuill.), kommt nur in Europa vor
- Verbascum samniticum Ten.: Die Heimat ist Italien, Kroatien, Albanien und Griechenland.[12]
- Verbascum schachdagense Gritsenko: Die Heimat ist das Kaukasusraum.
- Buchten-Königskerze (Verbascum sinuatum L.): Sie ist in Ost- sowie Südeuropa, Nordafrika und von Vorder- bis Mittelasien verbreitet.[10]
- Verbascum songaricum Schrenk ex Fisch. & C.A.Mey.: Sie ist von West- sowie Mittelasien bis China verbreitet.[10]
- Pracht-Königskerze (Verbascum speciosum Schrad.): Sie kommt in Europa und im Kaukasusraum vor.
- Verbascum spinosum L.: Dieser Endemit kommt nur auf Kreta vor.
- Verbascum suworowianum (C.Koch) Kuntze: Die Heimat ist Armenien und die Türkei.[12]
- Kleinblütige Königskerze, Kleinblüten-Königskerze (Verbascum thapsus L., Syn.: Verbascum crassifolium Lam. & DC.): Sie ist in Eurasien verbreitet und ist in Nord- und Südamerika, Australien und Neuseeland, sowie auf Hawaii ein Neophyt.
- Gewelltblättrige Königskerze[1] (Verbascum undulatum Lam.): Die Heimat ist Albanien, Griechenland und das frühere Jugoslawien.[10]
- Verbascum varians Freyn & Sint.: Die Heimat ist Armenien und die Türkei.[12]
- Verbascum virgatum Stokes: Die Heimat sind die Kanaren, Madeira, Portugal, Spanien, Italien, Frankreich und Großbritannien. Auf den Azoren, in Nord- und Südamerika, Japan, Südafrika, in Australien, Neuseeland, Neukaledonien und auf Hawaii ist sie eine Neophyt.[10]
- Verbascum wiedemannianum Fisch. & C. A. Mey.: Sie kommt in der Türkei vor.[12]

## Geschichte
Von antiken und spätantiken Autoren mit dem lateinischen Namen „verbascum“ und dem griechischen Namen „phlomons“ bezeichnete Pflanzen wurden von den Autoren des arabischen und des lateinischen Mittelalters als Verbascum-Arten gedeutet.
Aufgrund des haarigen Besatzes der Pflanzen wurden sie auch „Taxus barbatus“ – „Wullena“ – „Wollkraut“ usw. genannt. Die Namen „Candela“ – „Himmelprant“ – „Königskerze“ erhielten sie, weil ihre Stängel mit Wachs überzogen als Fackeln verwendet wurden.
Über die Gelehrtenstuben und über die praktische Medizin des arabischen und des lateinischen Mittelalters wurden die den Königskerzengewächsen von Ärzten der Antike zugeordneten Heilanzeigen über verwickelte Wege an die Neuzeit übermittelt, ergänzt und ausgeschieden. Bis zum Beginn des 19. Jahrhunderts wurde die Anzahl dieser Heilanzeigen im Wesentlichen auf die schleim- und hustenlösende Wirkung der Verbascumblüten eingeschränkt.

## Historische Abbildungen

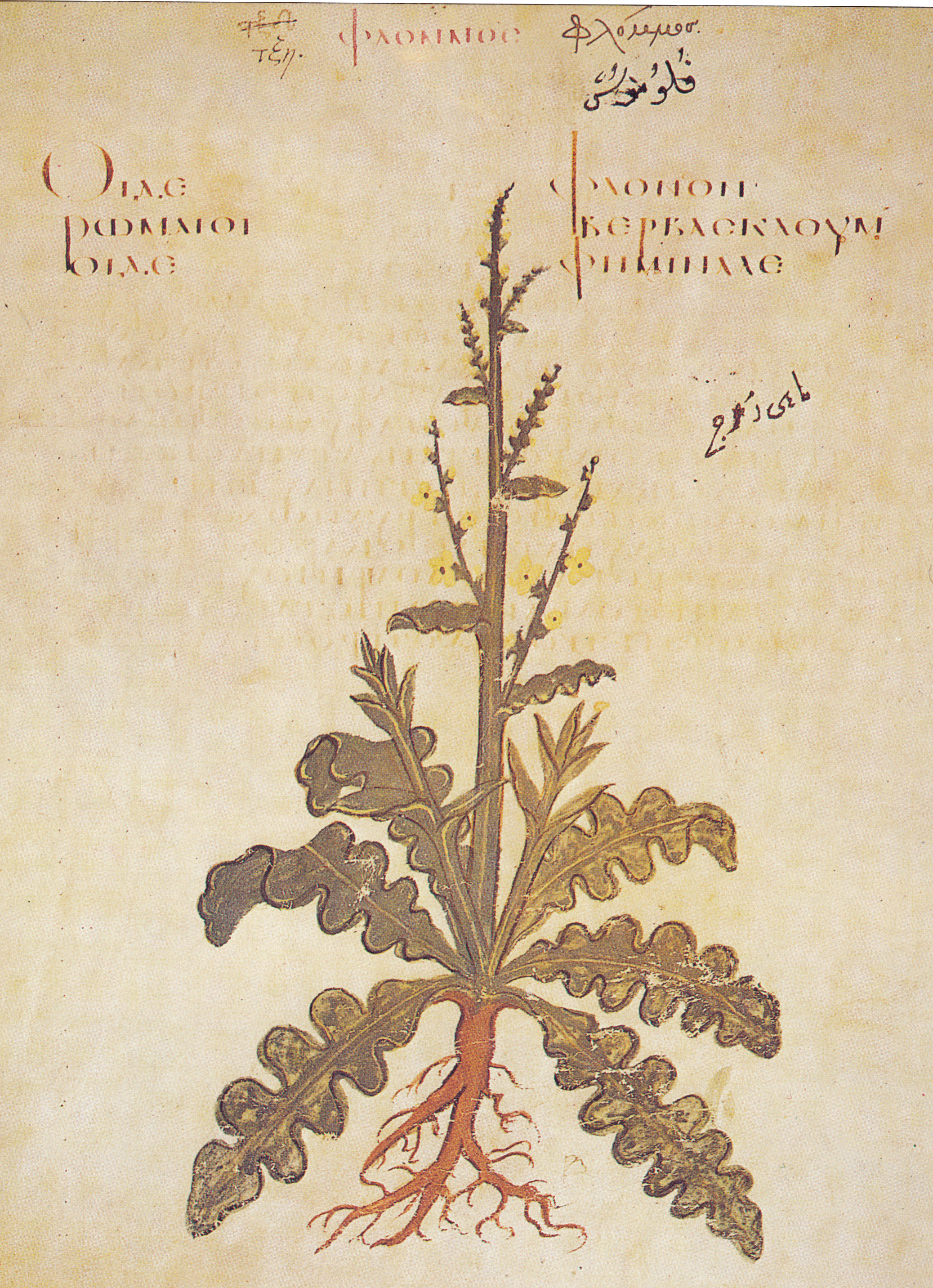
Wiener Dioskurides..... 6. Jahrhundert
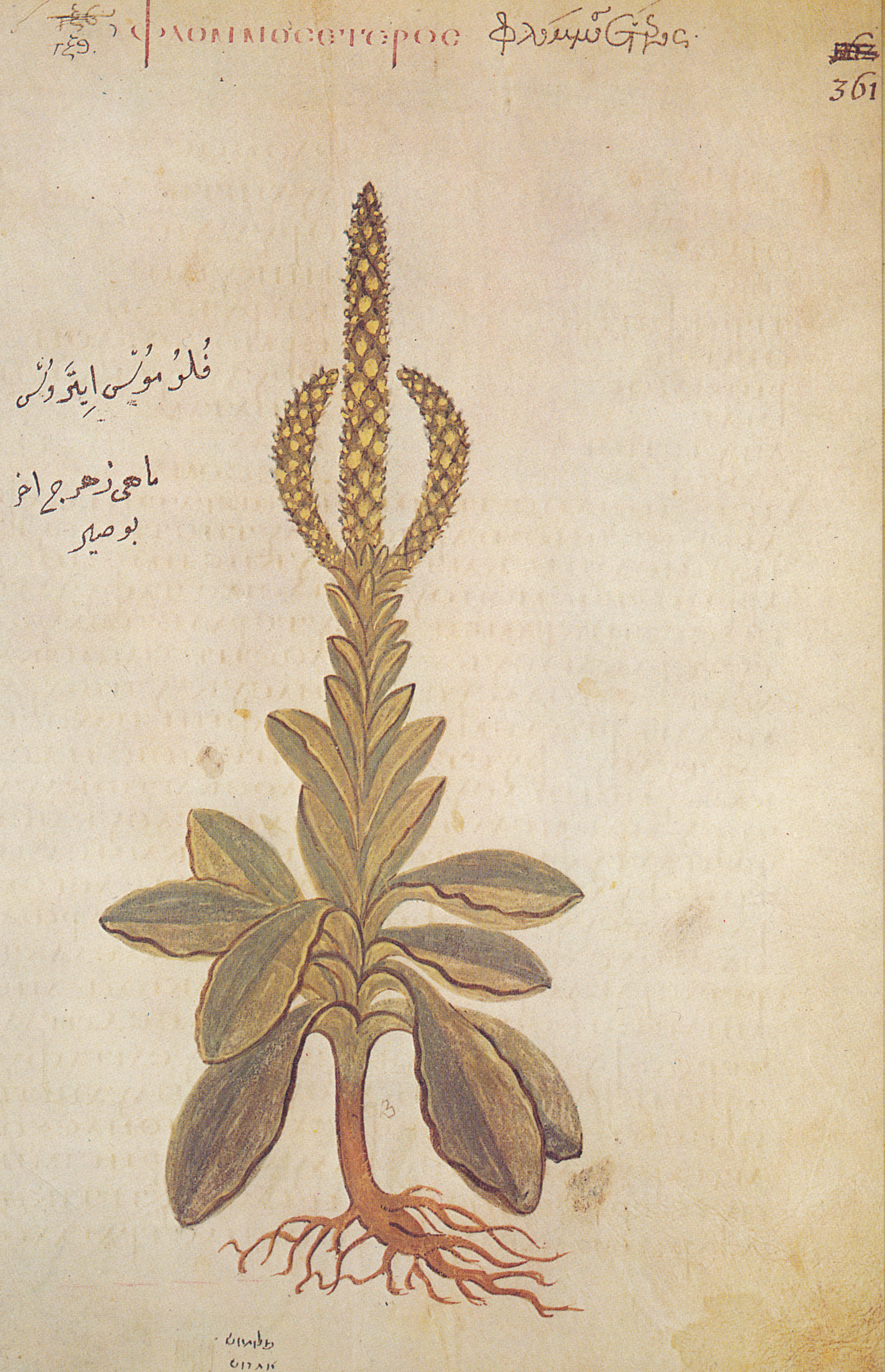
Wiener Dioskurides..... 6. Jahrhundert
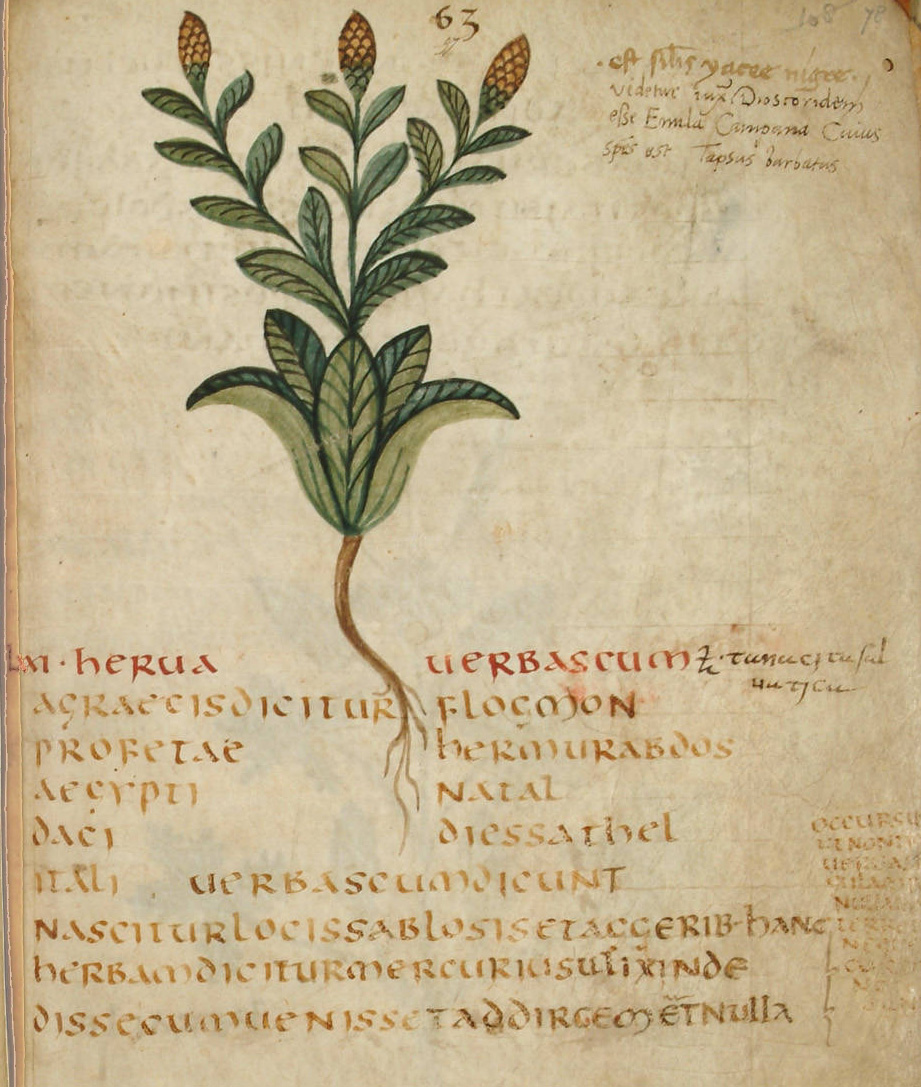
Pseudo-Apuleius Leiden 6. Jahrhundert
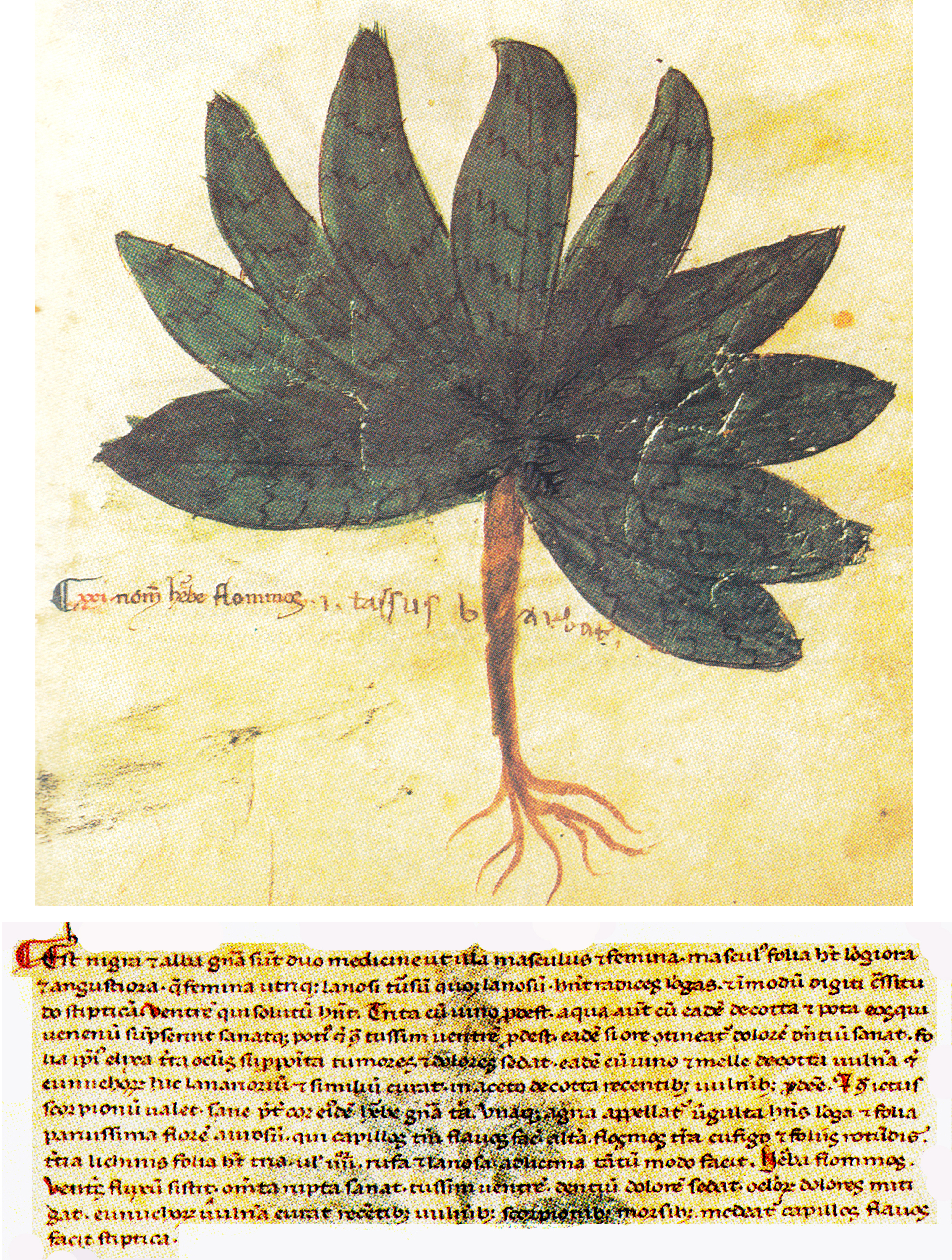
Pseudo-Diosk. de herb. fem. 6. Jahrhundert
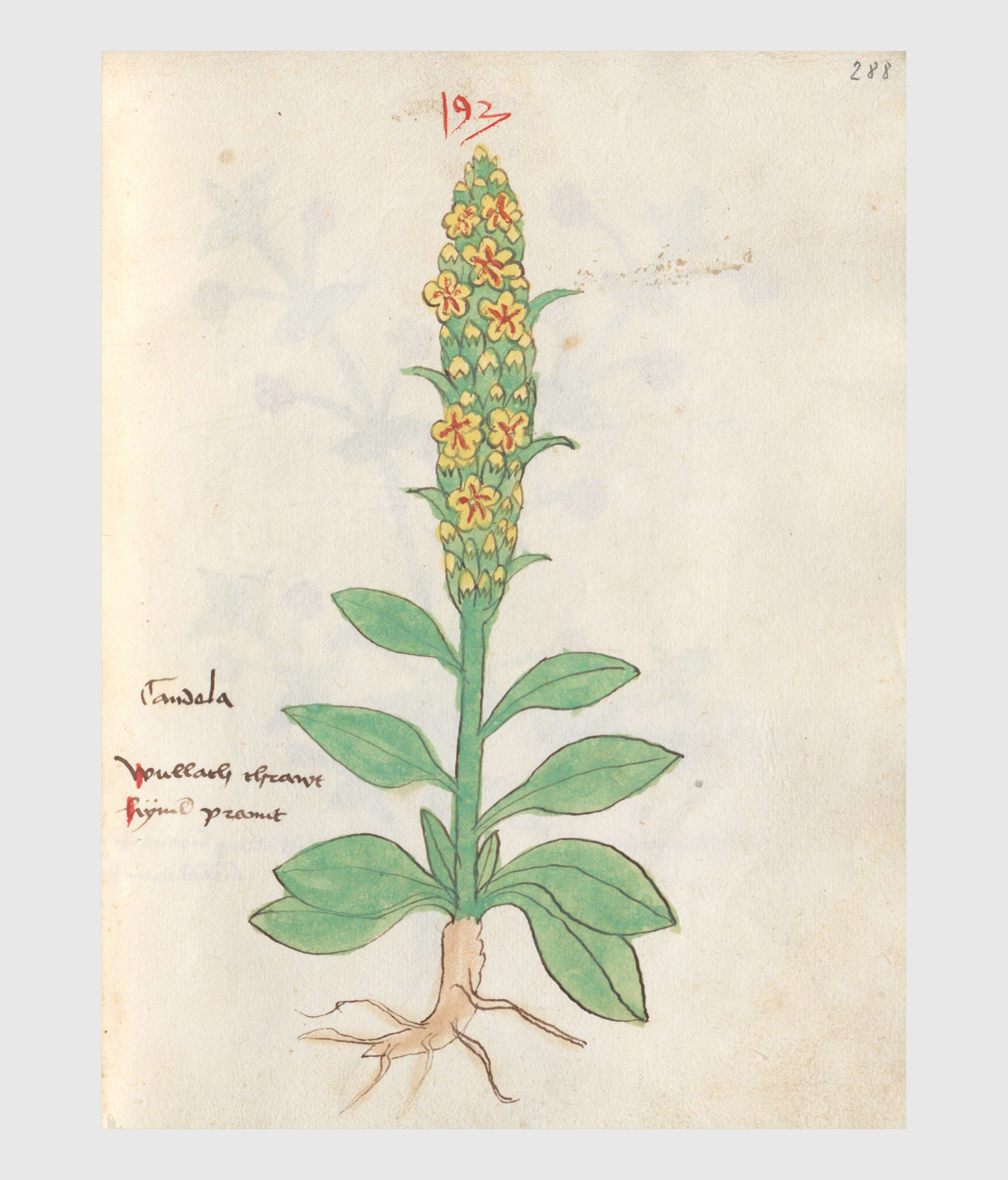
Vitus Auslasser 1479
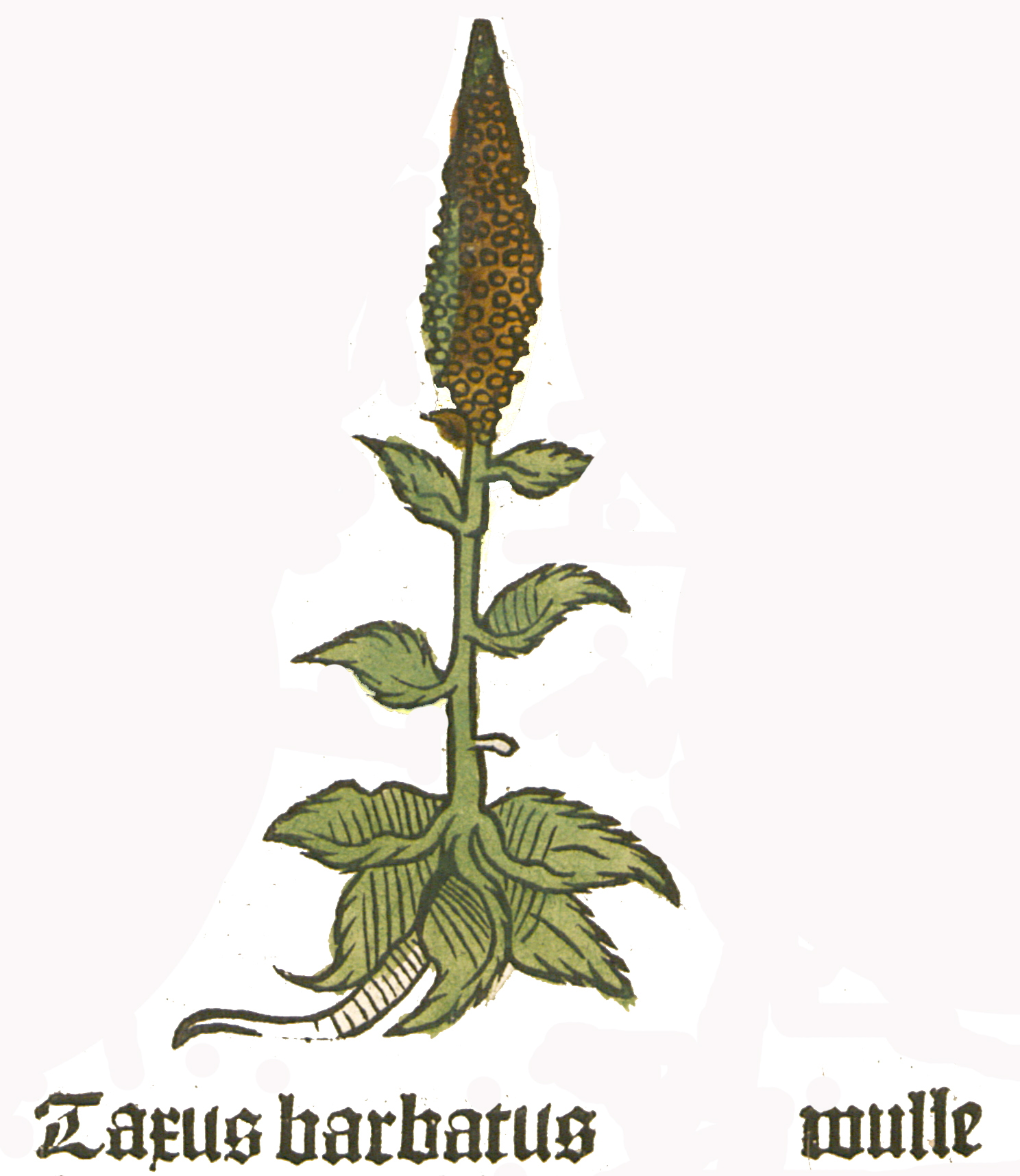
Herbarius moguntinus 1484
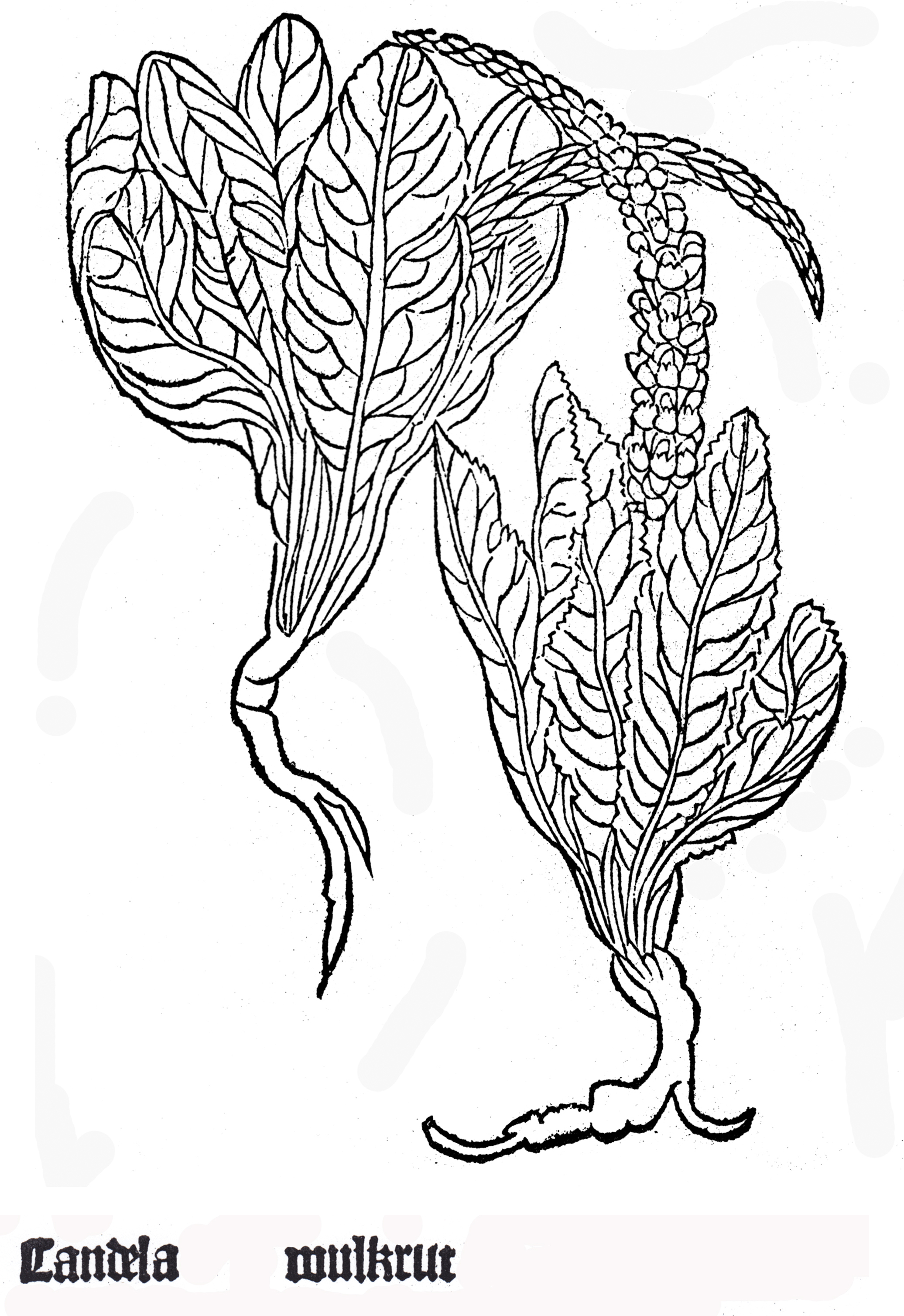
Gart der Gesundheit 1485
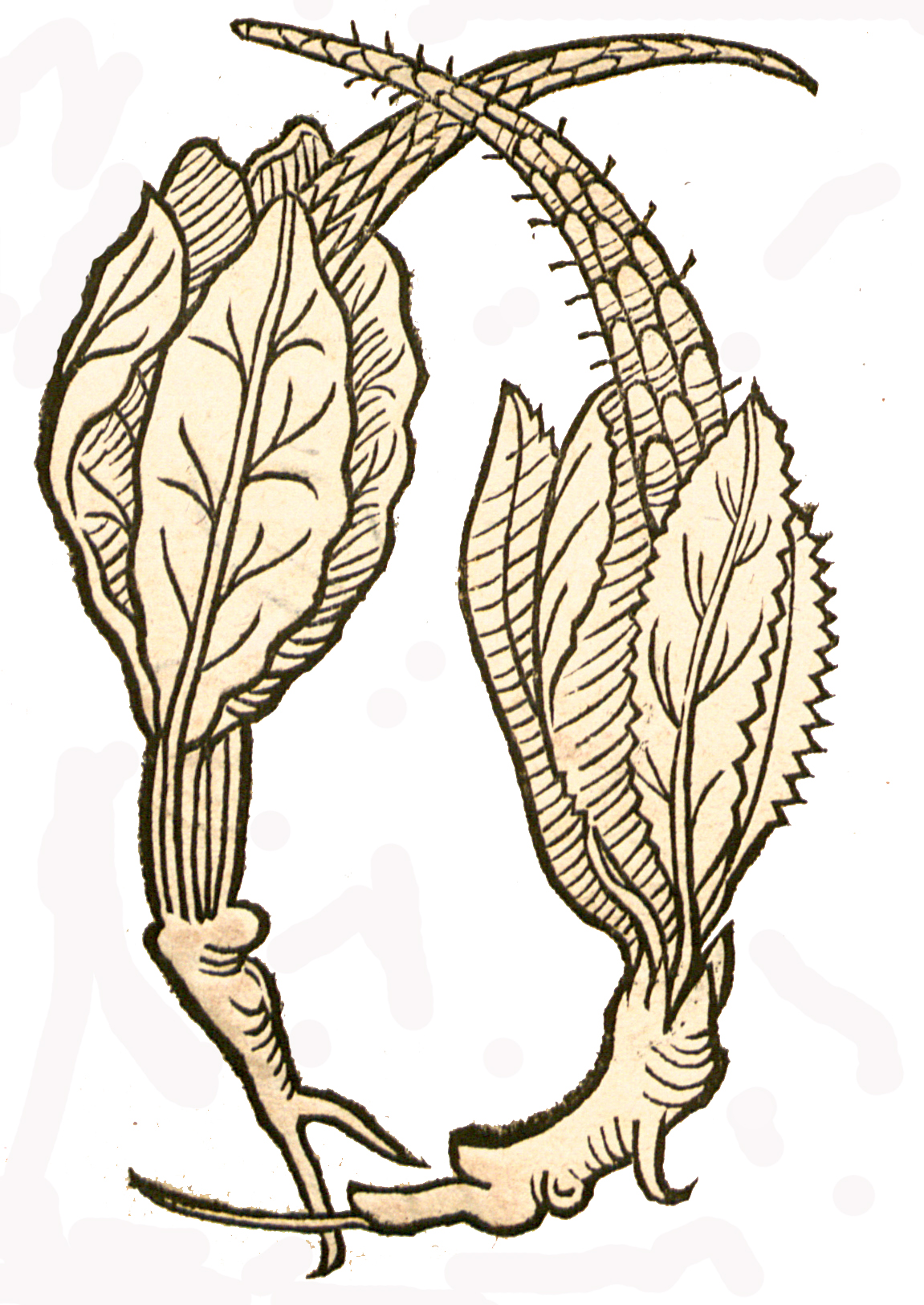
Hortus sanitatis......... 1491
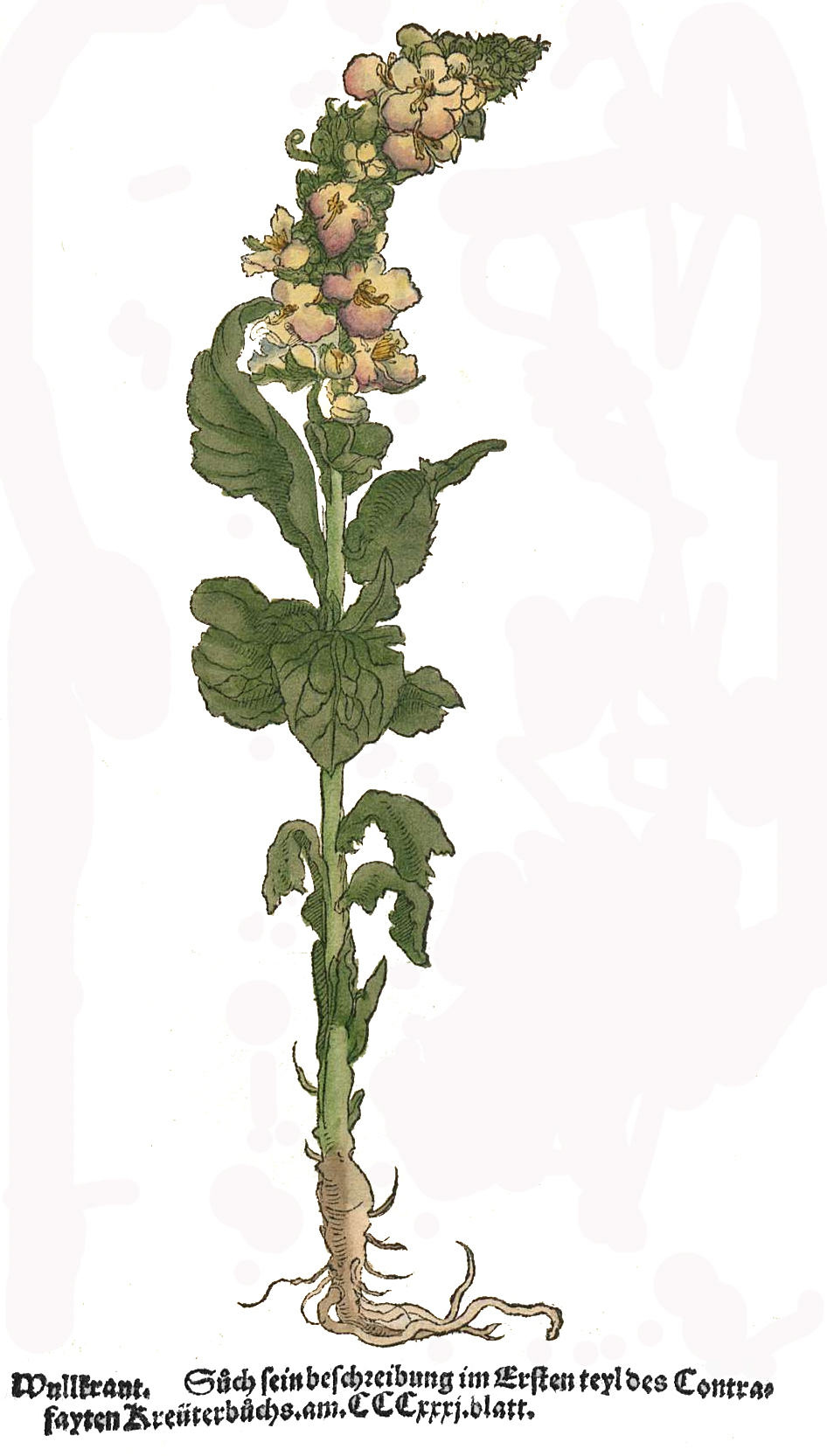
Otto Brunfels 1537 Verbascum thapsus
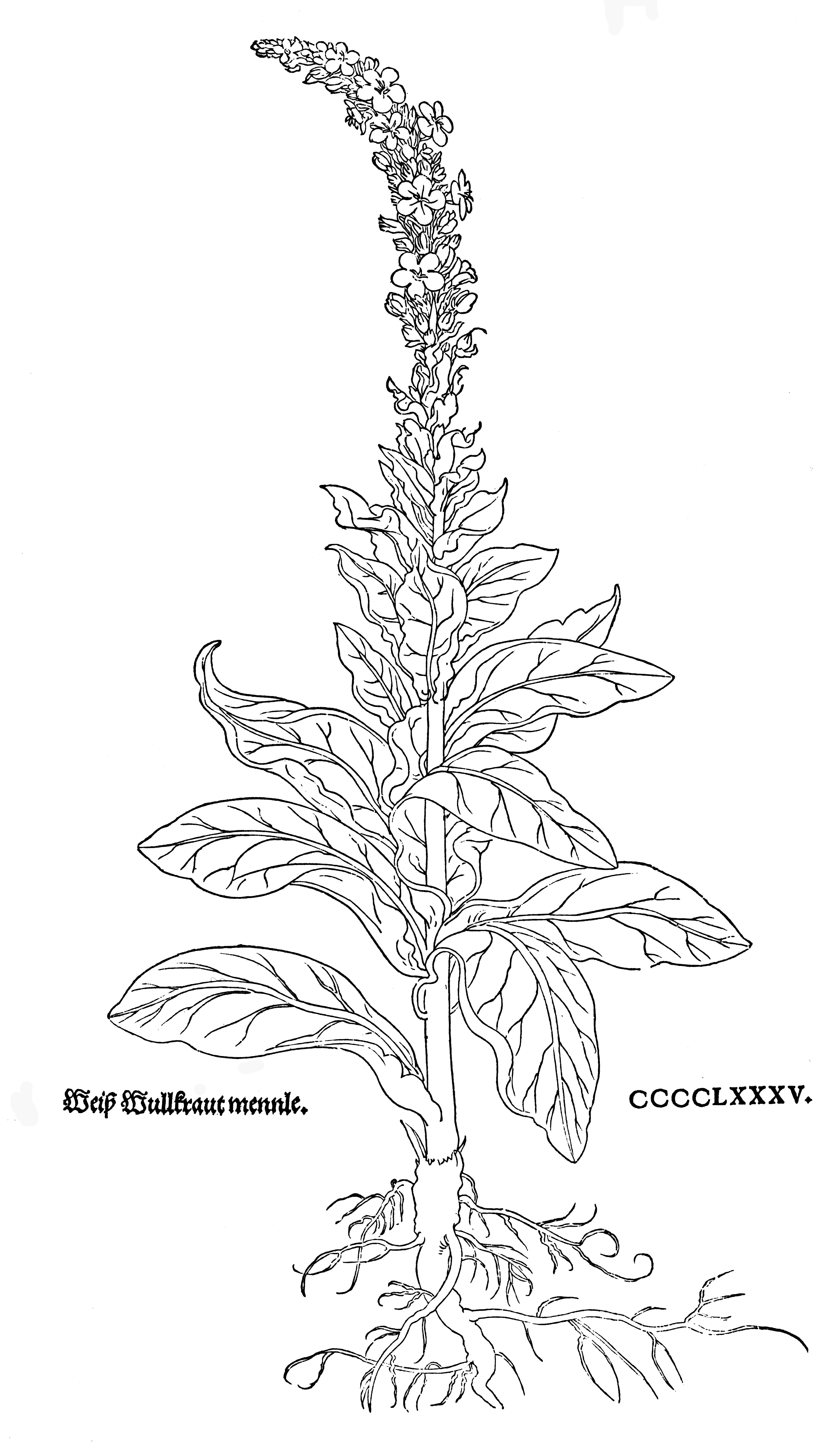
Leonhart Fuchs 1543 Verbascum thapsus
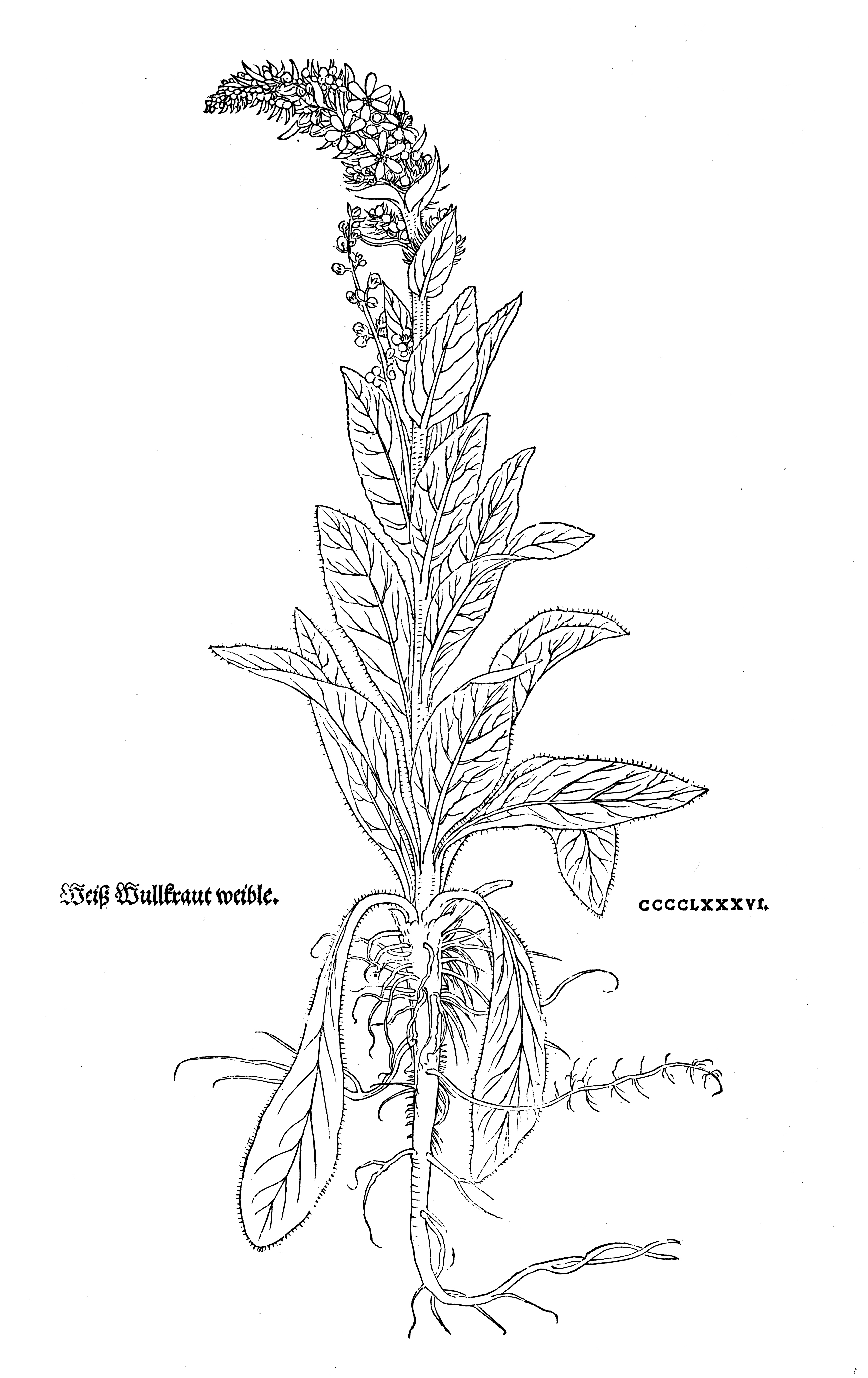
Leonhart Fuchs 1543
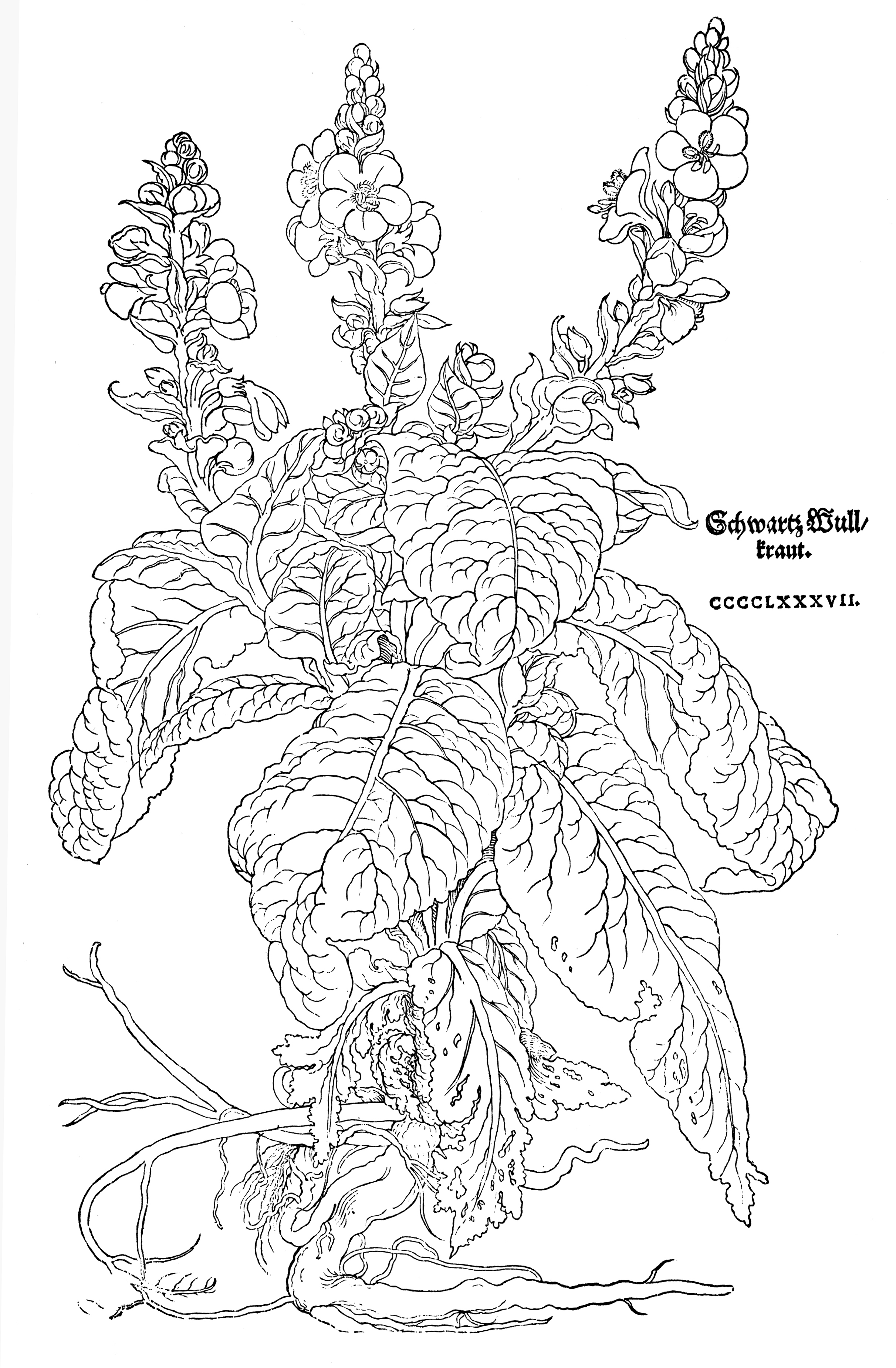
Leonhart Fuchs 1543 Verbascum phlomoides
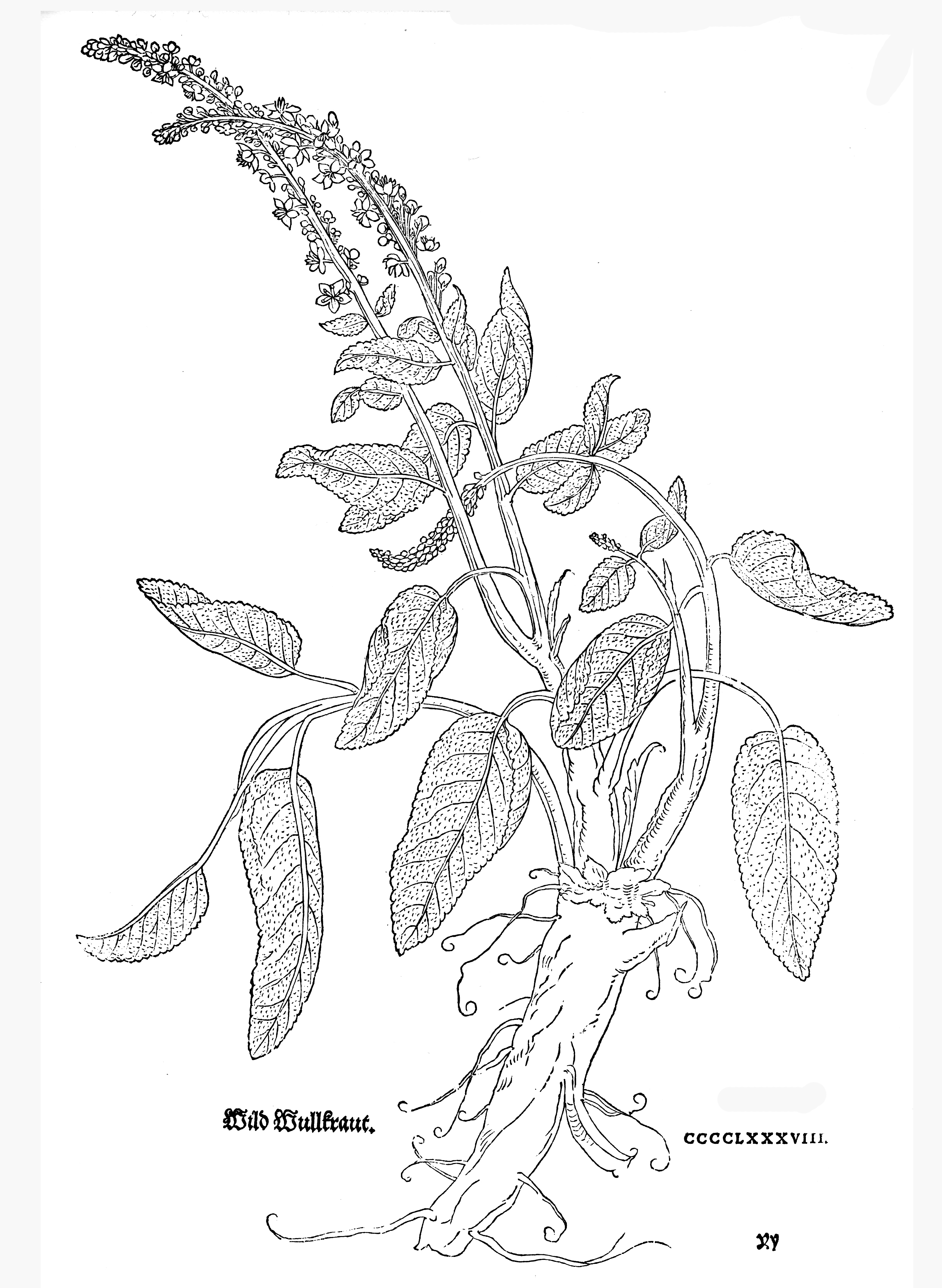
Leonhart Fuchs 1543 Verbascum nigrum
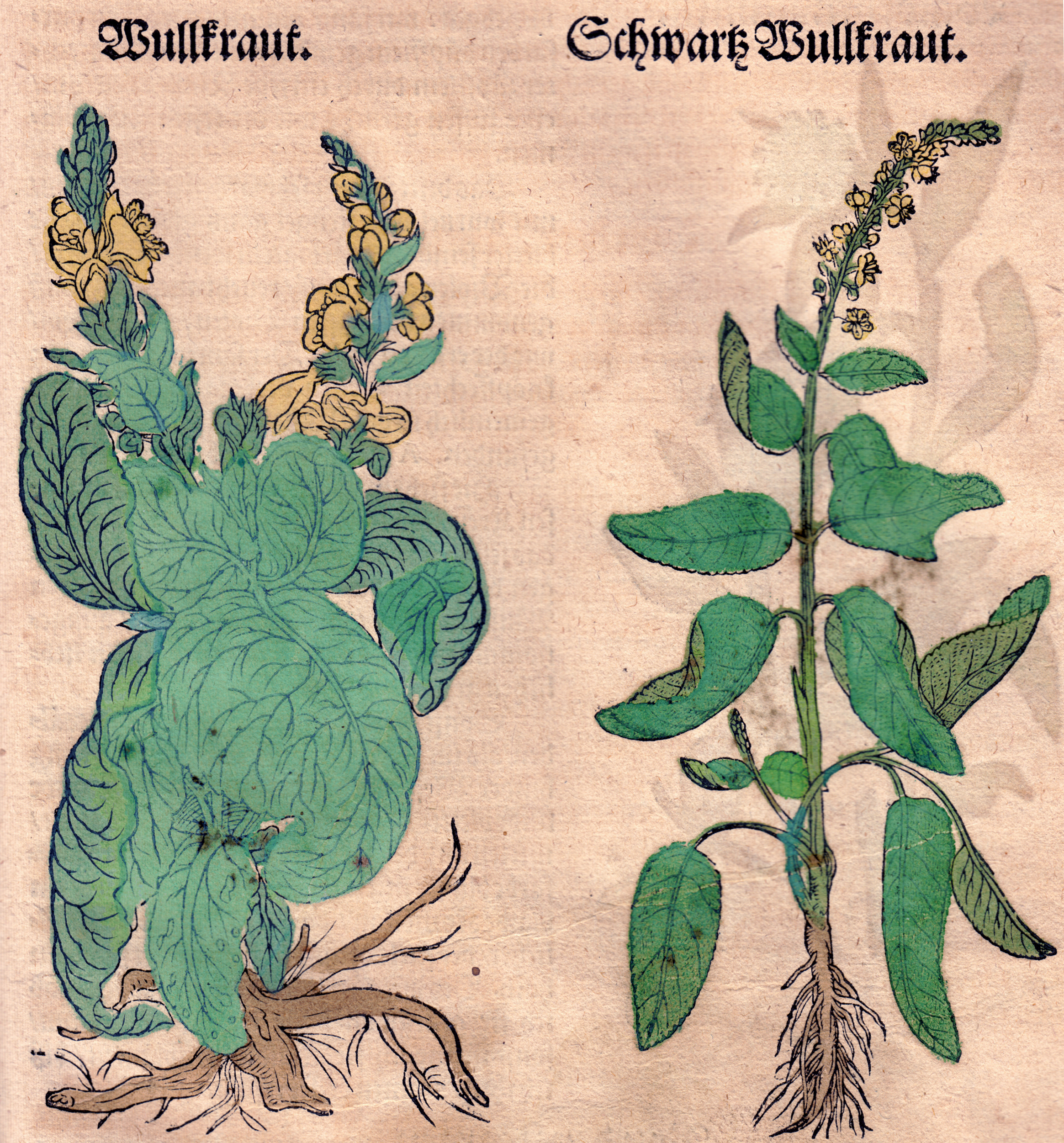
Hieronymus Bock 1549 Li: Verbasc. phlomoides Re: Verbascum nigrum
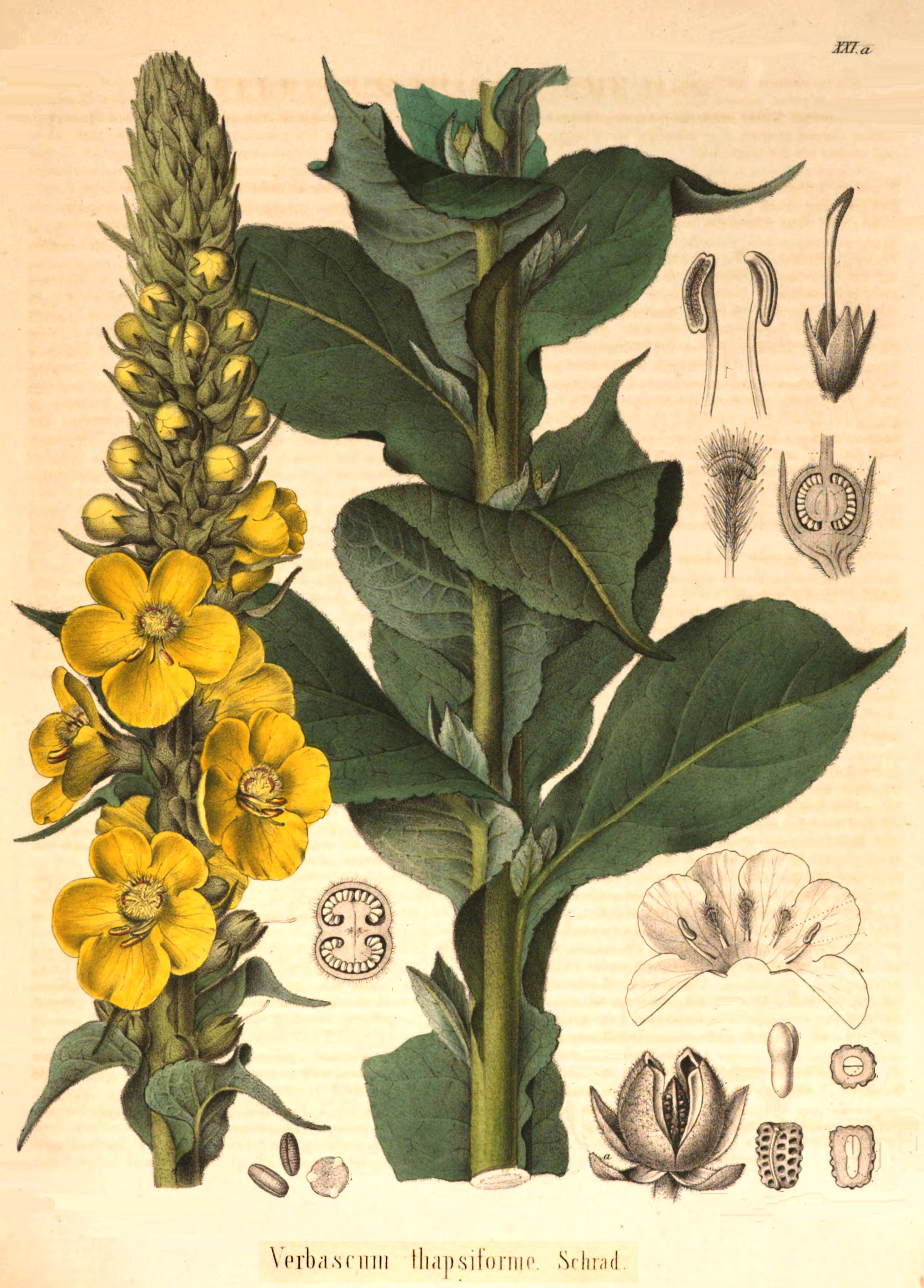
Berg – Schmidt 1861 Verbascum thapsiforme Schrad. (= Verbascum densiflorum Bertol.)
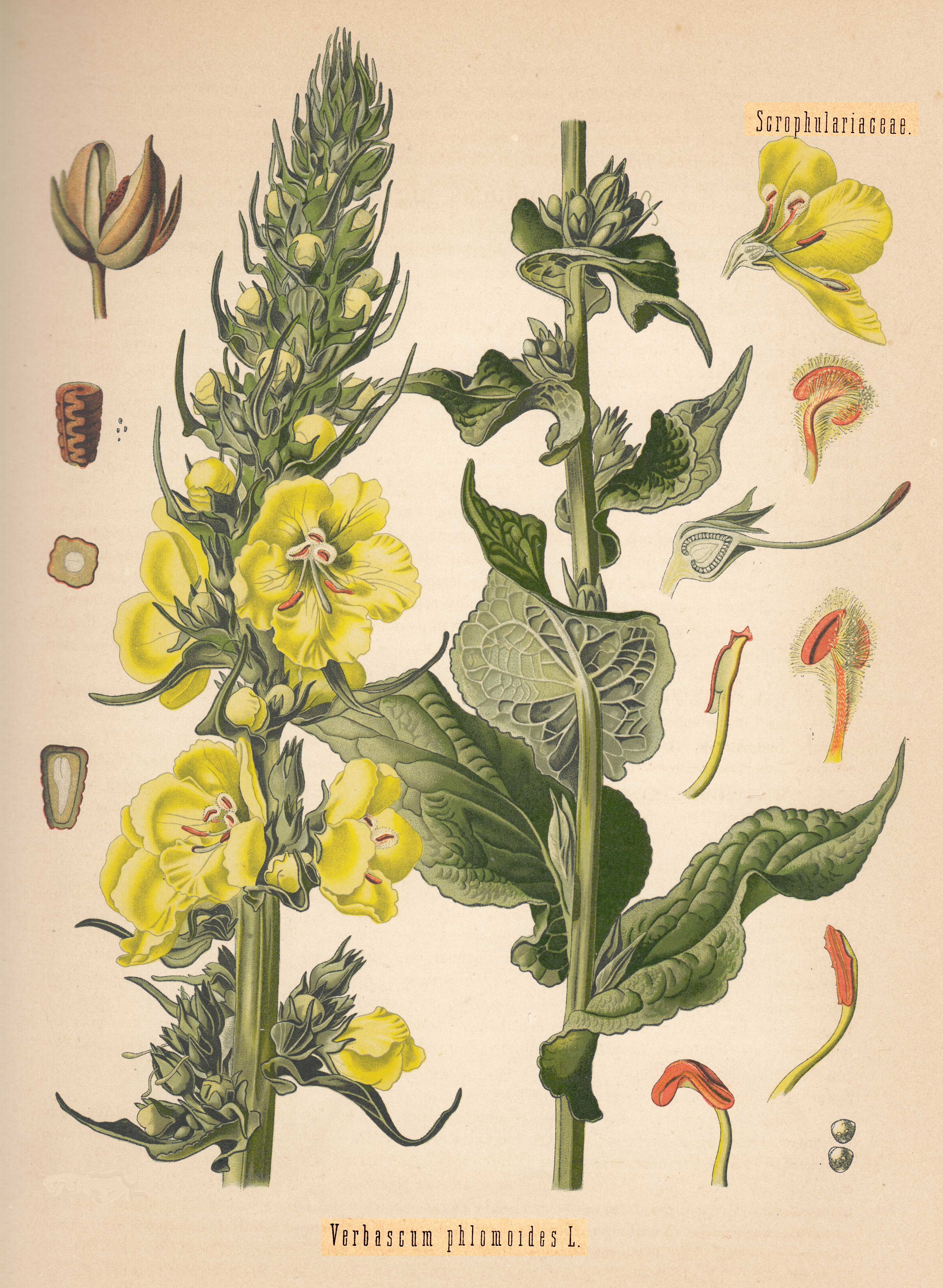
Köhler’s Med.-Pflanzen 1887 Verb. phlomoides